# Évariste Carpentier
Pour les articles homonymes, voir Carpentier.
Évariste Carpentier, né en 1845 à Kuurne et mort en 1922 à Liège, est un peintre belge de scènes historiques, scènes de genre et paysages animés. Au fil des années, sa peinture évolue de l'art académique, à ses débuts, vers l'impressionnisme. Il est, avec Émile Claus, l'un des premiers représentants du luminisme en Belgique.

## Biographie

### Années de formation
Issu d’une famille de modestes cultivateurs de Kuurne, Évariste Carpentier suit, dès 1861, des cours à l’Académie des beaux-arts de Courtrai sous la direction d'Henri De Pratere. Il y obtient plusieurs distinctions.
En 1864, il est admis à l'Académie royale des beaux-arts d'Anvers et y suit l'enseignement de Nicaise de Keyser (1864-1868). Élève brillant du cours de peinture « d'après nature », il se voit attribuer le prix d’excellence en 1865, ce qui lui permet, l’année suivante, de bénéficier d’un atelier privé au sein même de l’Académie.

### Début de carrière

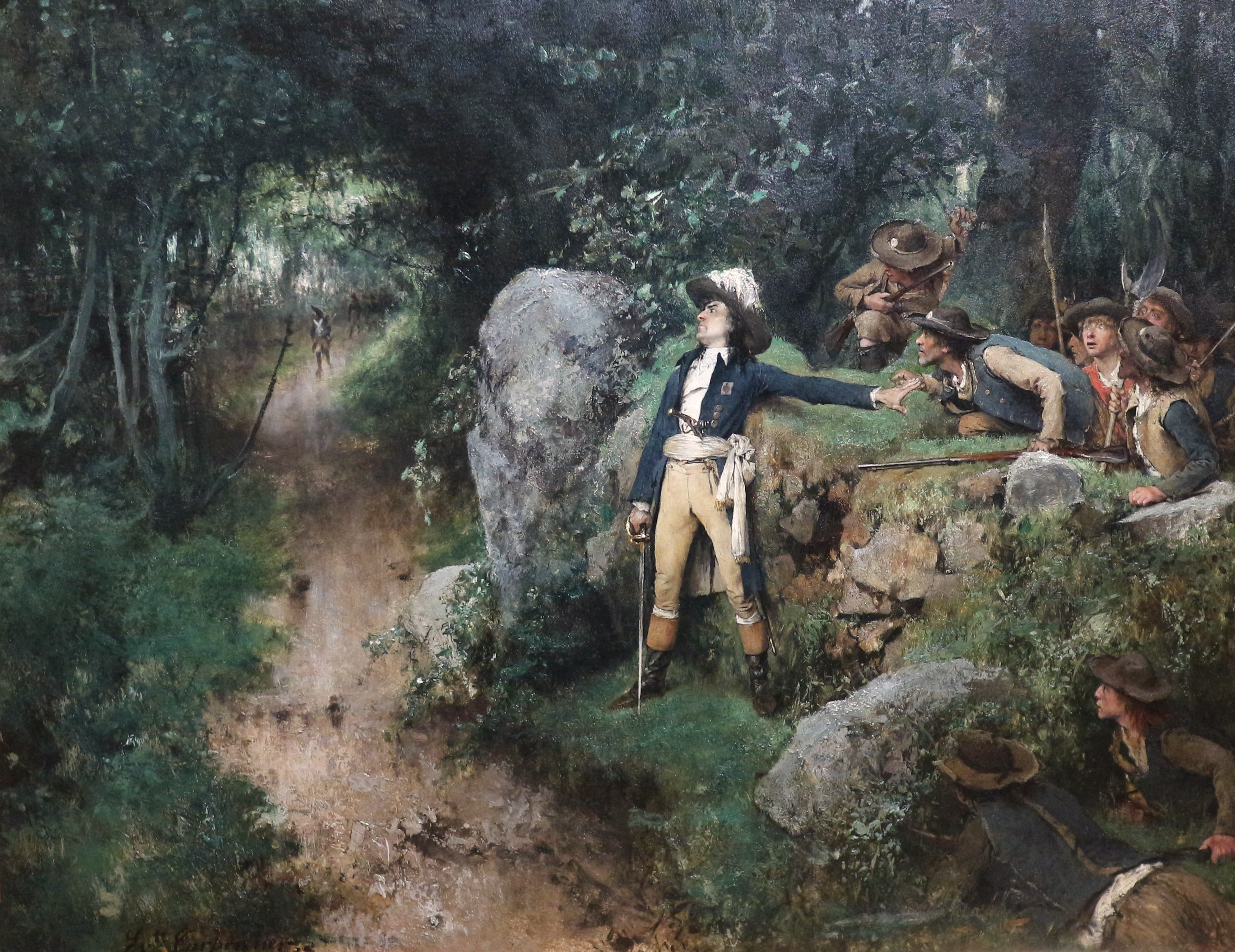
L'Embuscade
Huile sur toile, 49 x 61 cm
Historial de la Vendée

En 1872, Carpentier se fixe dans la métropole anversoise en y installant son propre atelier. Il y peint beaucoup d'œuvres de commande qui ne témoignent pas encore de sa personnalité d'artiste. Il commence ainsi sa carrière en abordant des sujets religieux, des thèmes liés à l'Antiquité et des scènes s’inspirant des maîtres flamands du XVIIe siècle, mais c'est véritablement dans le domaine de la peinture d’histoire qu’il se fait surtout apprécier. Le tableau Les premières nouvelles du désastre de la Grande Russie exposé au Cercle artistique d'Anvers en 1872, obtiendra d'ailleurs un grand succès.
Répondant toujours au goût académique de l'époque, il aime peindre les animaux de la ferme et plus généralement les charmes de la vie champêtre.
C'est au cours de cette période qu'Évariste Carpentier se lie d'amitié avec ses jeunes condisciples de l'académie parmi lesquels on trouve notamment Émile Claus, Théodore Verstraete, Frans Hens et Jan Van Beers ; les amis se rencontrent souvent aux expositions organisées par le Cercle artistique d'Anvers. À ce sujet, Émile Claus occupera, de 1874 à 1877, un coin de l'atelier d’Évariste Carpentier.
En 1876, une ancienne blessure au genou, occasionnée dans sa prime jeunesse, entraîne de graves complications le menaçant même d'amputation. Les douleurs l'empêchent de travailler. Il quitte alors Anvers pour rejoindre son village natal où sa sœur lui prodigue, pendant trois ans, soins et traitements.

### Séjour en France

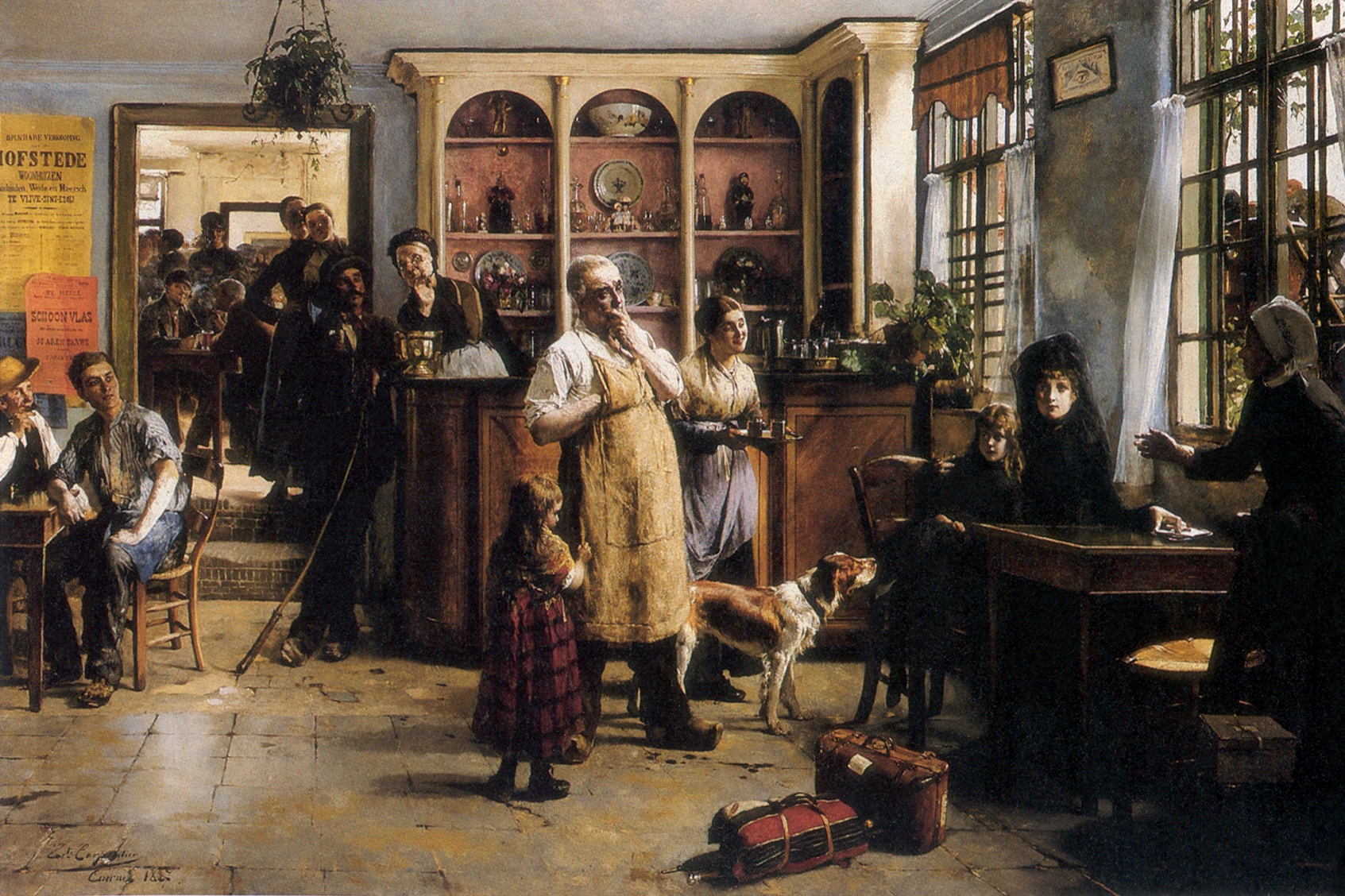
Les étrangères (1887)
Musées royaux des beaux-arts de Belgique, Bruxelles

Sur les conseils de son médecin, Carpentier quitte Kuurne, en 1879, pour le Midi de la France dans le but d'accélérer sa convalescence. L'année suivante, sur le chemin du retour, il s'arrête à Paris où il retrouve son ami Jan Van Beers. Celui-ci le persuade de s'installer dans la capitale française et de partager son atelier avec lui. Carpentier se met alors à peindre avec réalisme le milieu feutré de la bourgeoisie parisienne.
En 1881, il peut enfin se débarrasser définitivement de ses béquilles et s'établit au 71 du boulevard de Clichy. Il poursuit sa passion pour la peinture d’histoire. Les scènes de l'époque de la Révolution française et les épisodes de l'Insurrection vendéenne sont ses principales sources d'inspiration. L'artiste, ayant toujours eu une prédilection pour les épisodes dramatiques, y affine son art de la composition en cherchant à rendre davantage le caractère pathétique de faits historiques mineurs, comme ceux que l’on peut voir dans Chouans en déroute (1883) ou dans Madame Roland à la prison Sainte-Pélagie (1886). Ses toiles lui valent un franc succès auprès du public et les commandes s'enchaînent.

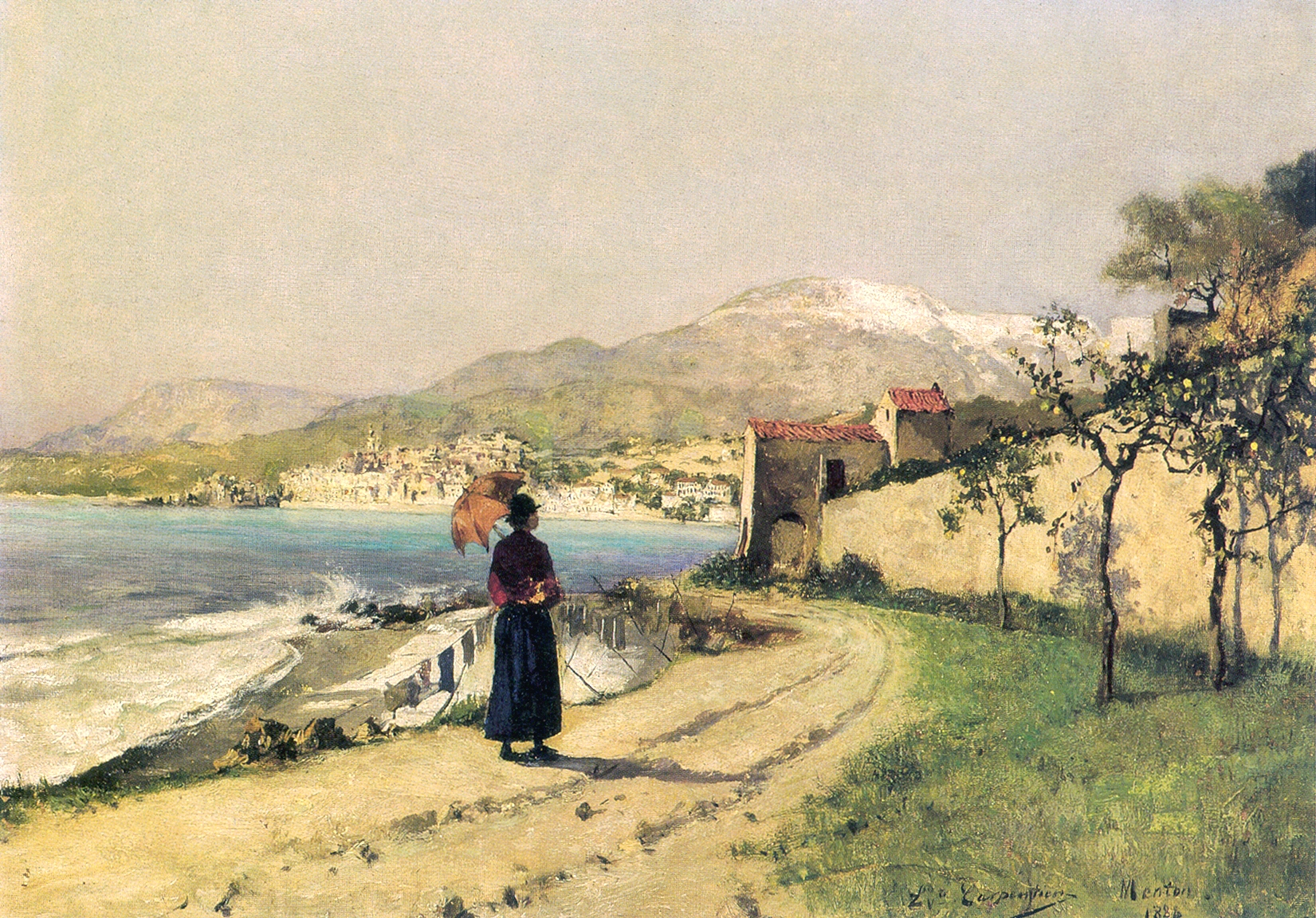
Promenade en bord de mer
(Menton, 1888)

Cette réussite constitue cependant un frein à sa découverte de la peinture de « plein air ». À cet égard, l'année 1884 marque un tournant décisif dans sa carrière. Carpentier se dégage des conventions de l'académisme et trouve enfin sa véritable voie. En effet, c'est en découvrant l'œuvre de Jules Bastien-Lepage qu'il s'initie au pleinairisme et se tourne vers la nature par le biais du mouvement réaliste. Il séjourne alors durant deux saisons principalement à Saint-Pierre-lès-Nemours près de la forêt de Fontainebleau mais aussi au Tréport et à Saint-Malo.

### Retour en Belgique

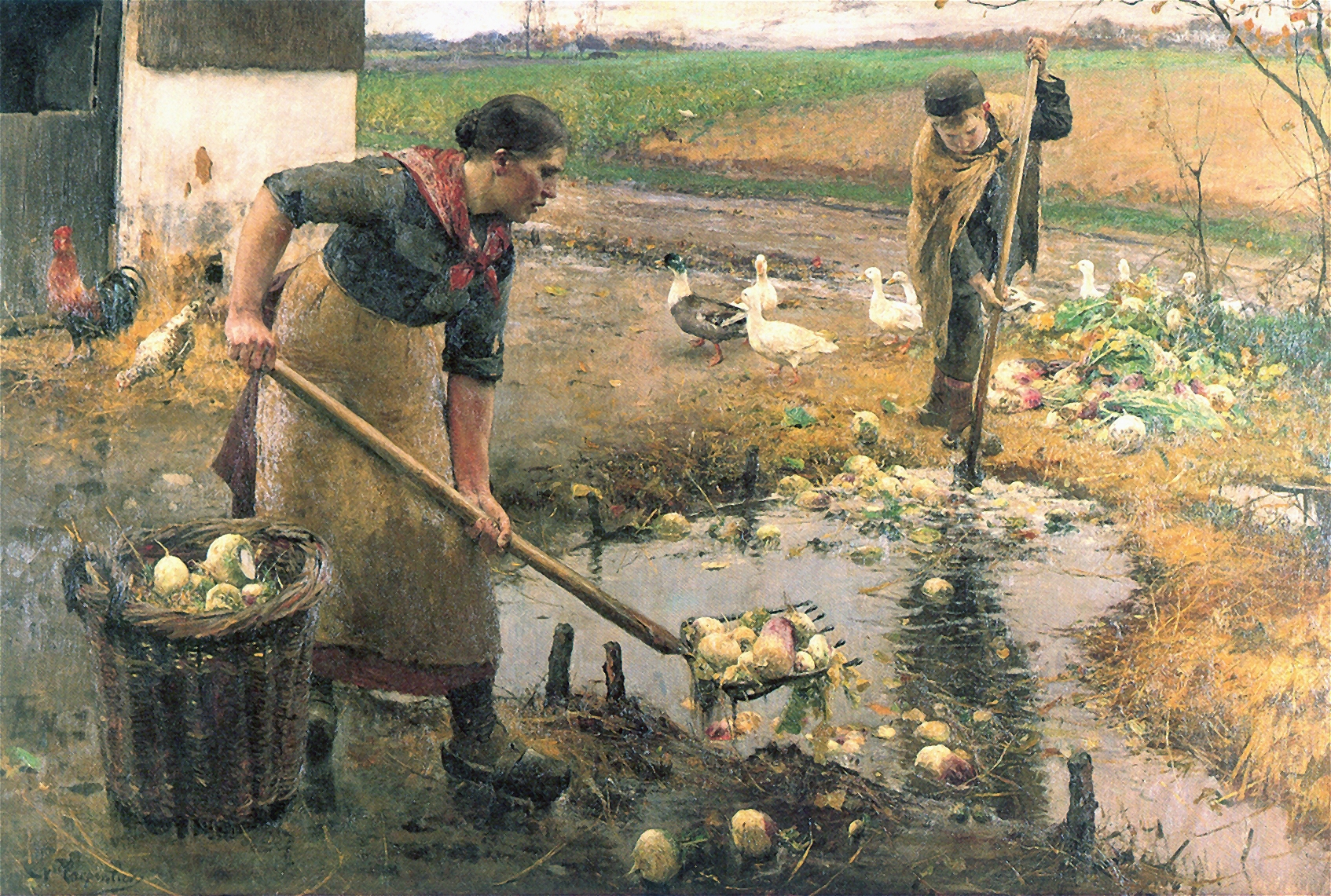
La laveuse de navets (1890)
Musée des beaux-arts de Liège

À son retour en Belgique en 1886 (il abandonnera définitivement son atelier parisien en 1892), Carpentier assiste à la promotion de l'impressionnisme lors de manifestations bruxelloises du Groupe des XX. Durant son long séjour en France, il rencontre déjà les impressionnistes mais est davantage marqué par le naturalisme de Jules Bastien-Lepage et de Jules Breton. Toujours est-il que, depuis ses débuts de peintre de plein air, sa palette s'éclaircit nettement et sa touche, dans une pâte parfois épaisse, devient progressivement plus souple.
Installé en Belgique, Carpentier continue cependant à voyager. De 1886 à 1896, il sillonne les campagnes, belges mais aussi françaises, à la recherche de nouveaux paysages. Il se rend fréquemment en Campine limbourgeoise à Genk avec ses amis, les paysagistes Franz Courtens et Joseph Coosemans, dans le Midi, mais aussi en Bretagne, région qu'il affectionne tout particulièrement.
En 1888, Carpentier épouse Jeanne Smaelen ; le mariage est célébré à Verviers. De cette union naîtront cinq enfants.
En 1890, le jeune couple s'installe dans le Brabant belge, à Overijse, où Carpentier peint La Laveuse de navets, une œuvre clé qui valut à l'artiste une deuxième médaille à Paris et qui fut acquise par le musée d'Art moderne de Liège.

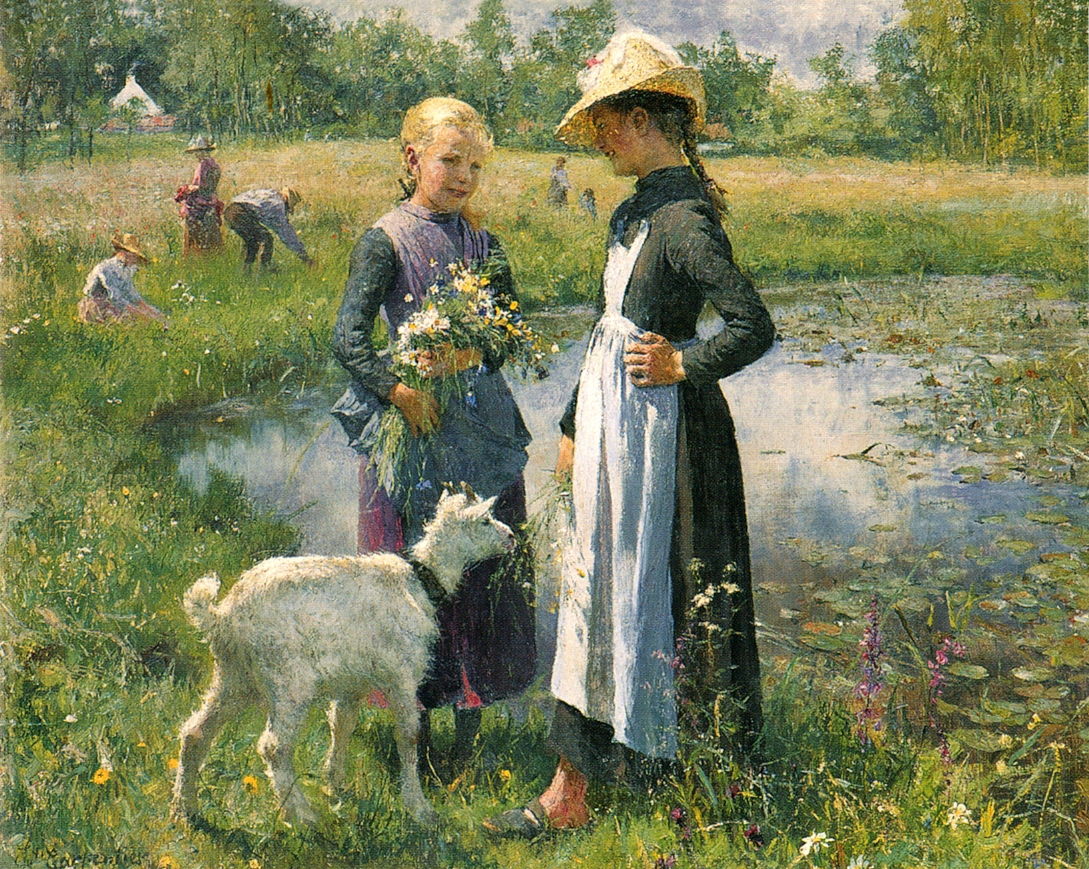
Le petit étang
Musée des beaux-arts de Verviers

En 1892, Carpentier déménage à nouveau pour s'établir à La Hulpe dans le Brabant wallon. C'est précisément à cette période que l'artiste s'épanouit et qu'il recherche maintenant la vérité de la nature selon des voies impressionnistes parallèles à celles de son ami Émile Claus. Il se tourne vers des tonalités délicates et une touche atmosphérique. Cette fois-ci, Carpentier prend résolument la voie de la modernité en devenant l'un des plus actifs propagateurs du luminisme.

« Carpentier fut un impressionniste en ce sens que ses toiles font un trou dans le mur où on les append, fenêtres ouvertes sur la saine vie ensoleillée. Cependant, il serait vain de vouloir lui assigner sa place dans une quelconque classification, il a touché à tous les genres. Il est de ceux qui échappent aux étiquettes parce que leur inspiration est diverse comme la vie elle-même. »

— Georges Simenon

### Le professeur et directeur

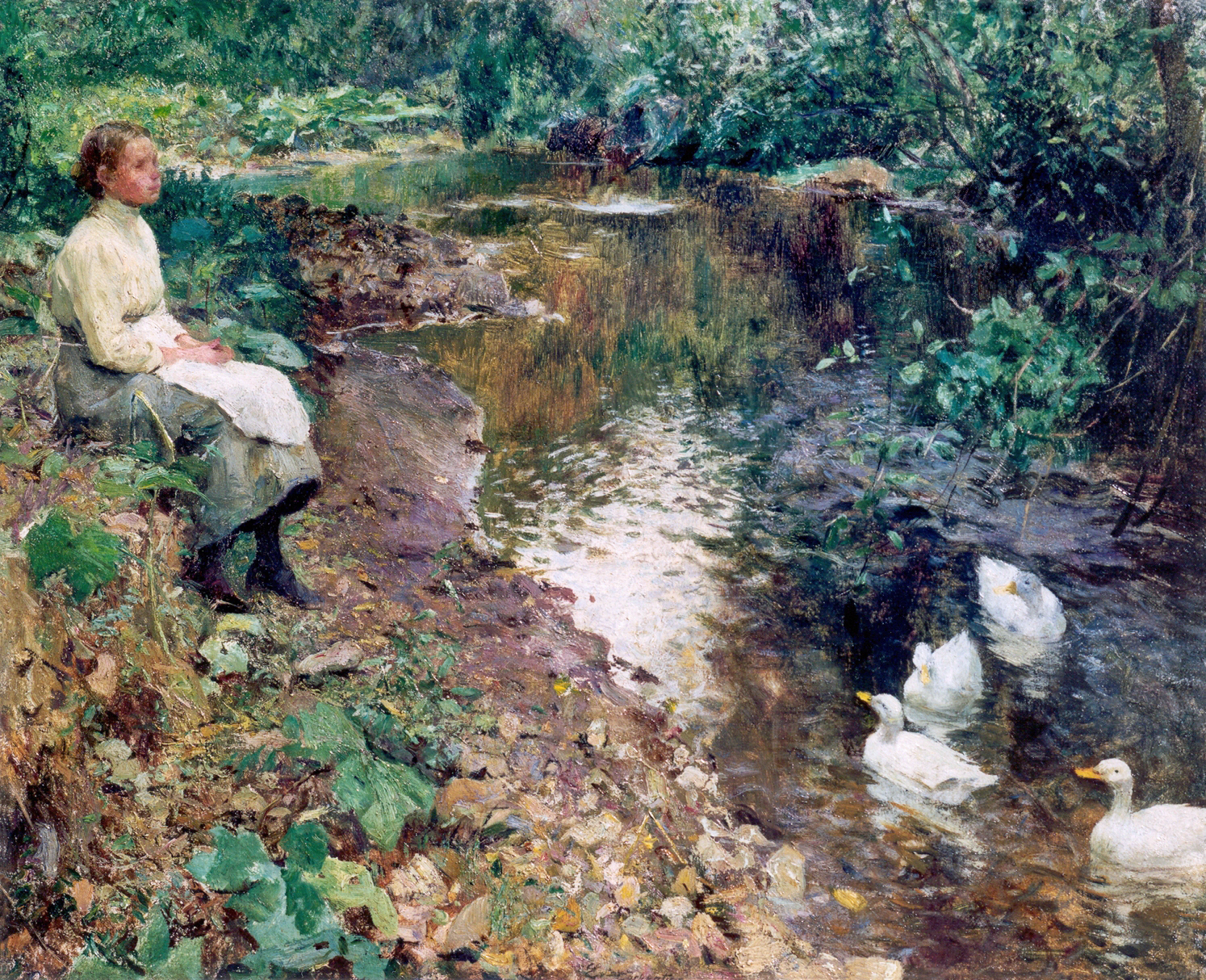
Jeune fille au bord du ruisseau

En janvier 1897, Carpentier présente sa candidature au poste de professeur de peinture à l’Académie royale des beaux-arts de Liège, devenu vacant à la suite de la mort d’Émile Delperée. La candidature de Carpentier est sérieuse. Son handicap : c’est de ne pas être Liégeois. Ceci va susciter de nombreuses polémiques. Néanmoins, fin juin 1897, après de vaines réactions wallonnes, Carpentier, alors âgé de 51 ans, est finalement nommé professeur de peinture à ladite académie et s'établit à Liège, rue Mont Saint-Martin.
Succédant à Prosper Drion, il assure les fonctions de directeur de l’académie de 1904 à 1910 tout en poursuivant l’enseignement. En dépit des querelles causées par sa promotion et qui l'ont profondément blessé, Carpentier remplit sa tâche avec le même dévouement. À partir de 1905, il va vivre rue Hors-Château, toujours à Liège.

En venant s'installer comme professeur dans la Cité ardente, Carpentier détermine un tournant décisif dans l'évolution de la peinture liégeoise. Il libère la peinture de la grisaille et des conventions de l’art académique en installant l’esthétique impressionniste.

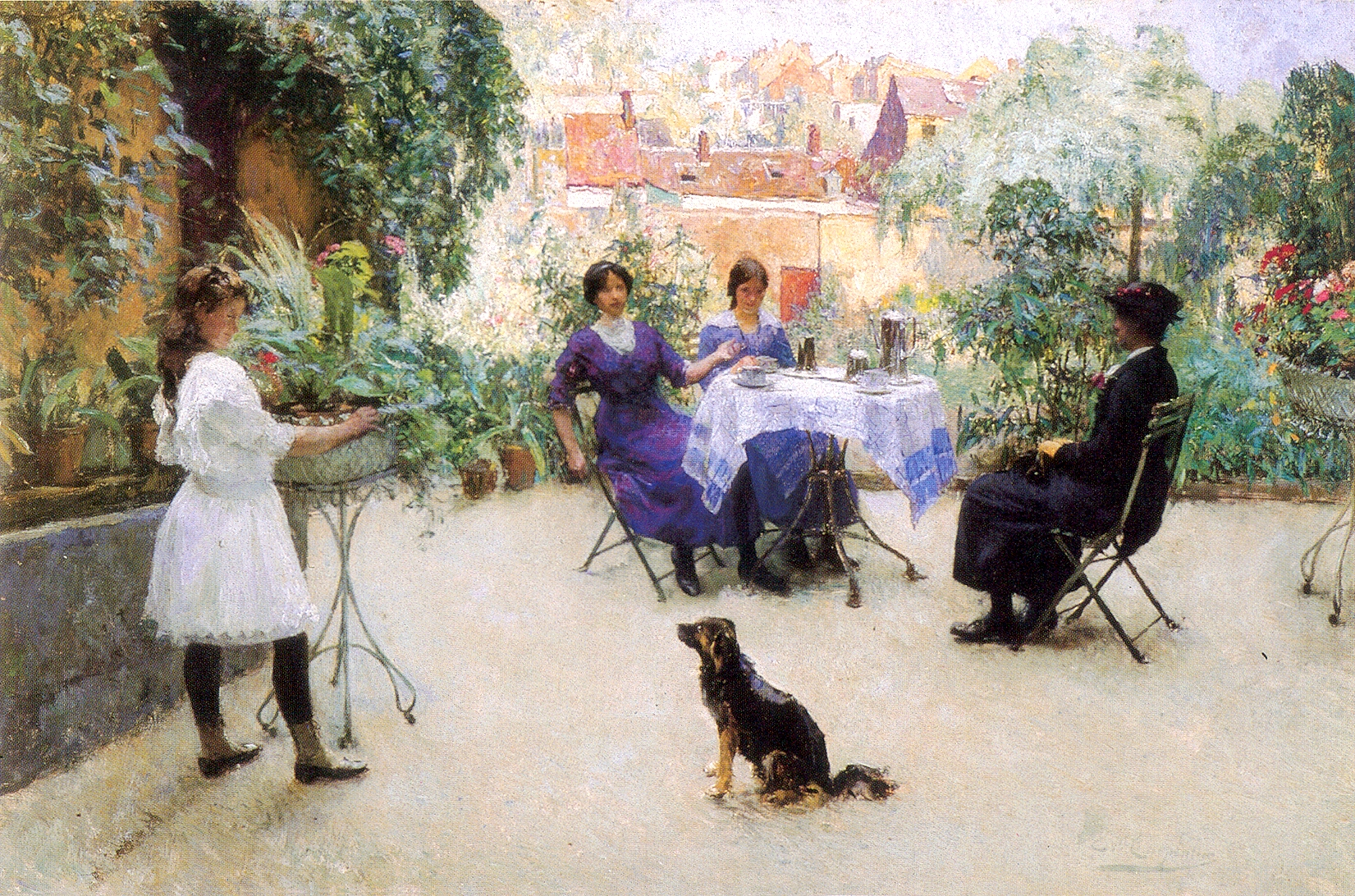
Le goûter des dames

 En vingt-et-un ans d’enseignement, nombreux ont été les disciples qui côtoyèrent le maître. Tous ne suivirent pas la manière de Carpentier. Parmi les plus connus et ceux qui ont subi significativement l’influence de leur maître, on trouve notamment Armand Jamar, Ludovic Janssen, Albert Lemaître et José Wolff. D’autres artistes liégeois sont passés par sa classe comme Fernand Steven, Robert Crommelynck, Adrien Dupagne, Marcel Caron, Jean Donnay ou bien encore Auguste Mambour. Par ailleurs, il prodigue des conseils à des peintres qui ne fréquentèrent pas sa classe tels que Xavier Wurth. Le peintre de l’Ardenne, Richard Heintz, bénéficiera également de ses encouragements.
À partir de 1906, Carpentier passe ses vacances d’été à Vieuxville dans la maison dite de « l'Abbé de Stavelot ».
Évariste Carpentier prend sa retraite en octobre 1919. Il meurt à Liège le 12 septembre 1922, à la suite d'une longue maladie.

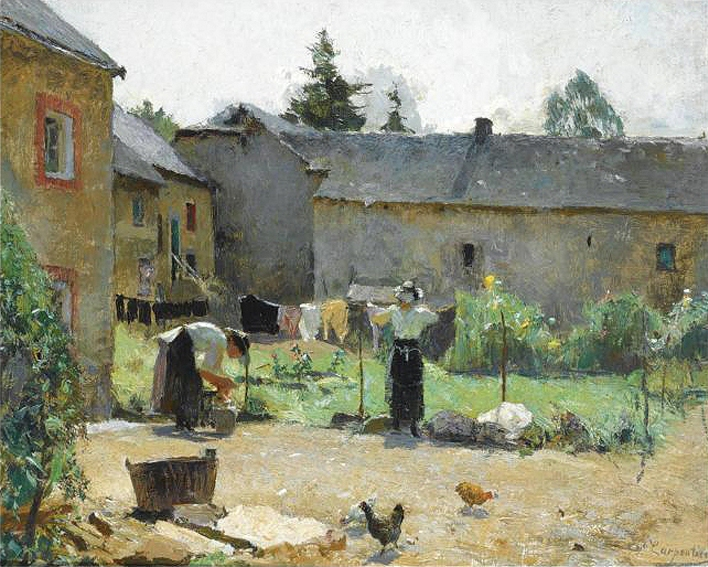
Femmes séchant le linge

### L'artiste et son œuvre
Carpentier aura connu de son vivant un large succès. Au cours de sa carrière, il récolte de multiples récompenses et prix dans les expositions internationales d’Europe et des États-Unis (Chicago, Philadelphie…) dont les médailles d’or à Anvers, Munich, Berlin avec Soleil d’été (1896), Paris, Amsterdam, Barcelone, Nice. Oubliée peu après sa mort, son œuvre fut redécouverte tardivement vers la fin du XXe siècle. C’est maintenant que l’on se rend compte pleinement de l’importance de cet artiste non seulement en tant que professeur à l’Académie de Liège, où il donne le départ d’une nouvelle manière de peindre dans la Cité ardente, mais aussi pour l’ensemble de son œuvre qui constitue un chaînon essentiel dans l’épanouissement de la peinture belge moderne.

### Jugement
« Sa carrière sera un long cheminement, une évolution lente et tenace dont l’aboutissement sera cette apothéose luministe, riche apport de sang neuf dans l’évolution de la peinture liégeoise. »

— Annick Lemoine

## Quelques œuvres

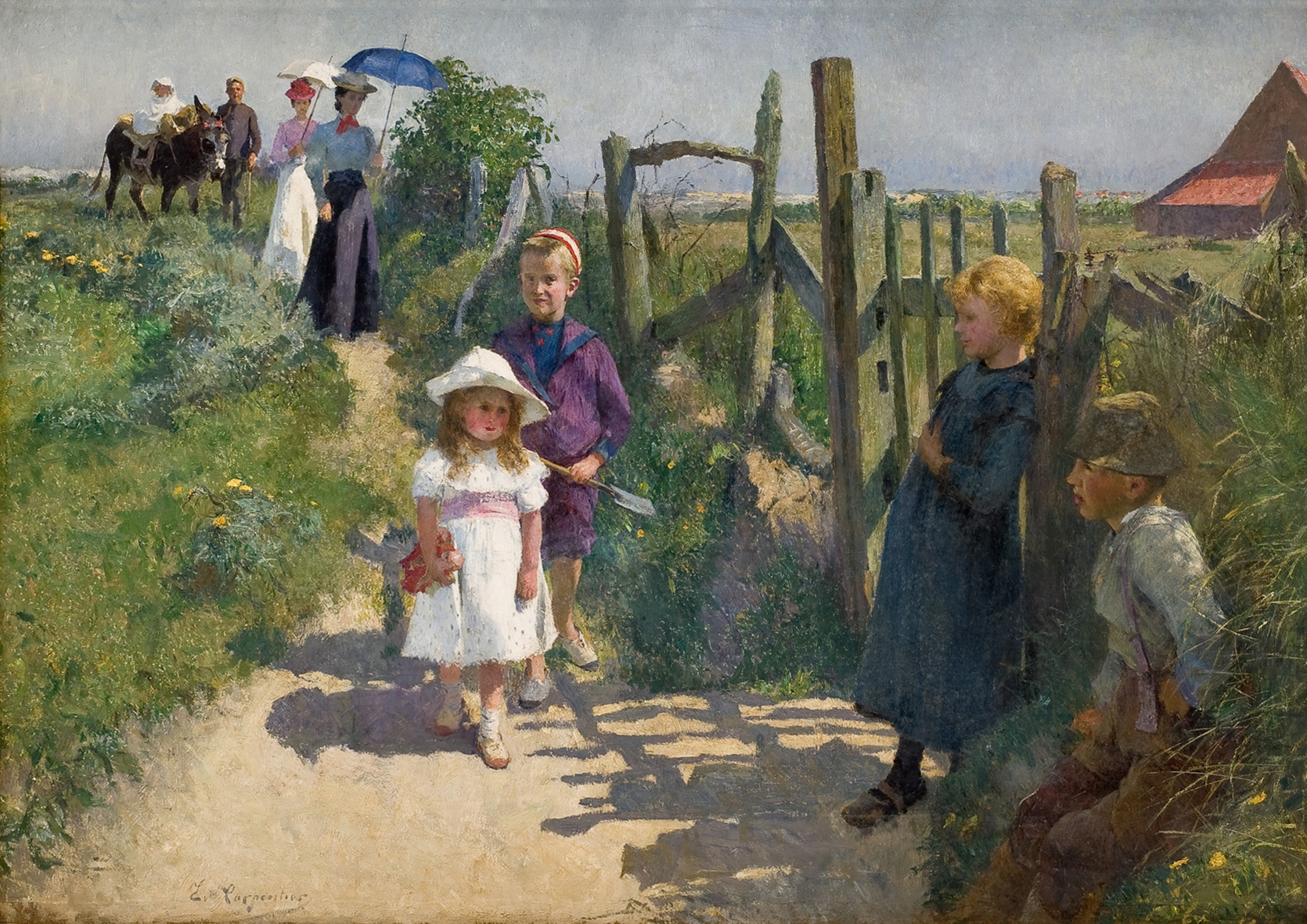
En villégiature
Musée Fabre, Montpellier

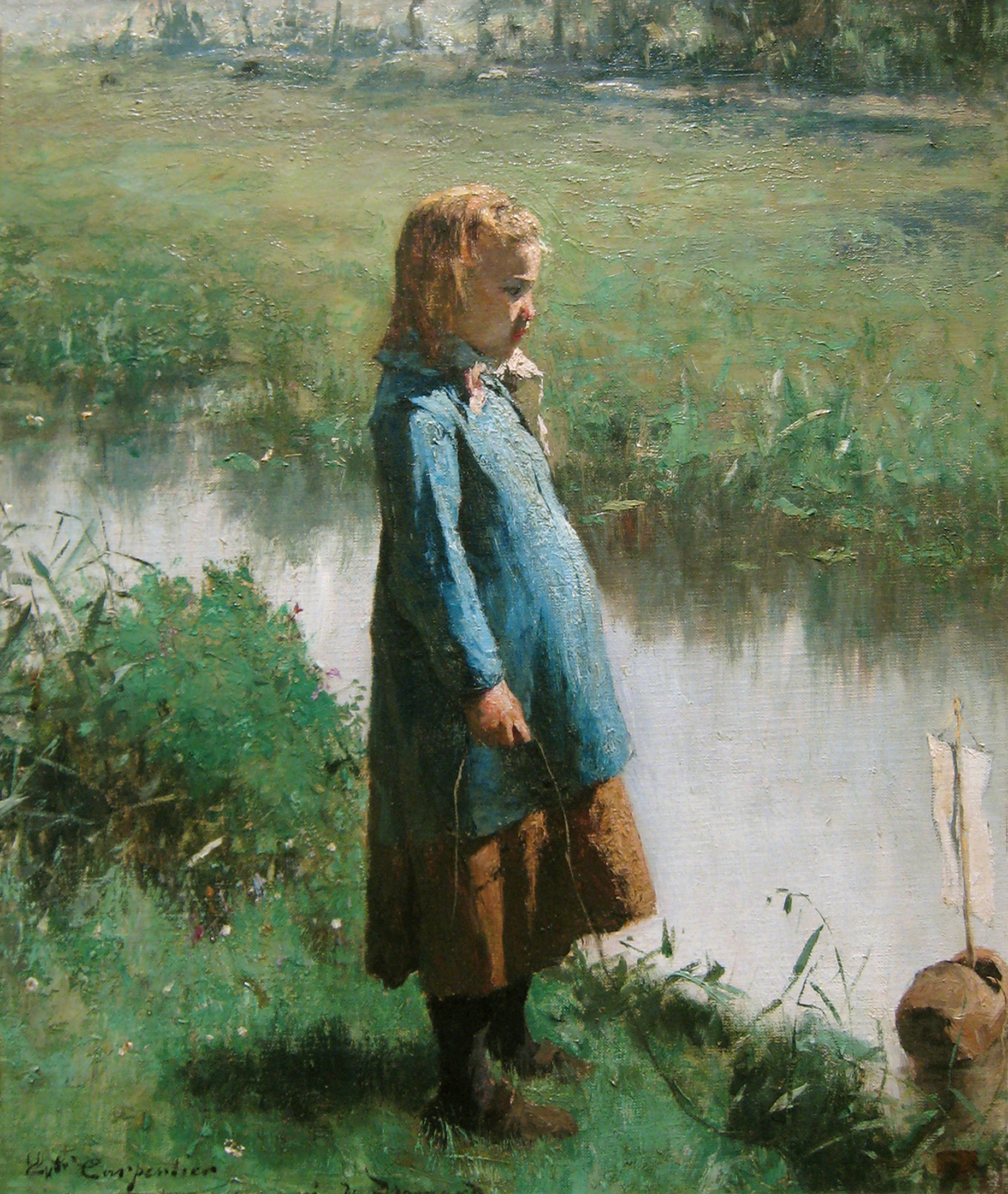
Première tentative de navigation
Museum M, Louvain

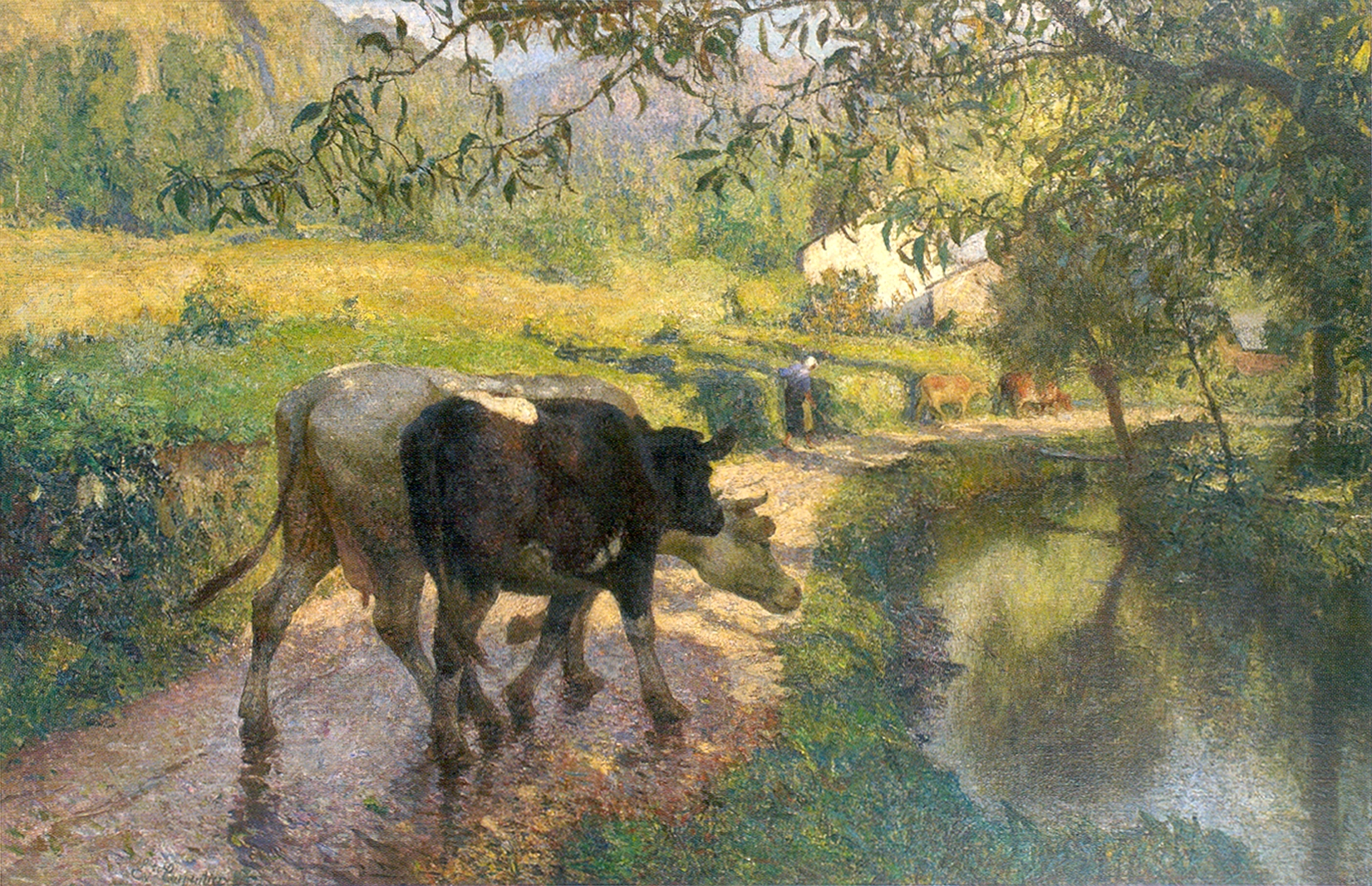
Sous les rochers de Logne

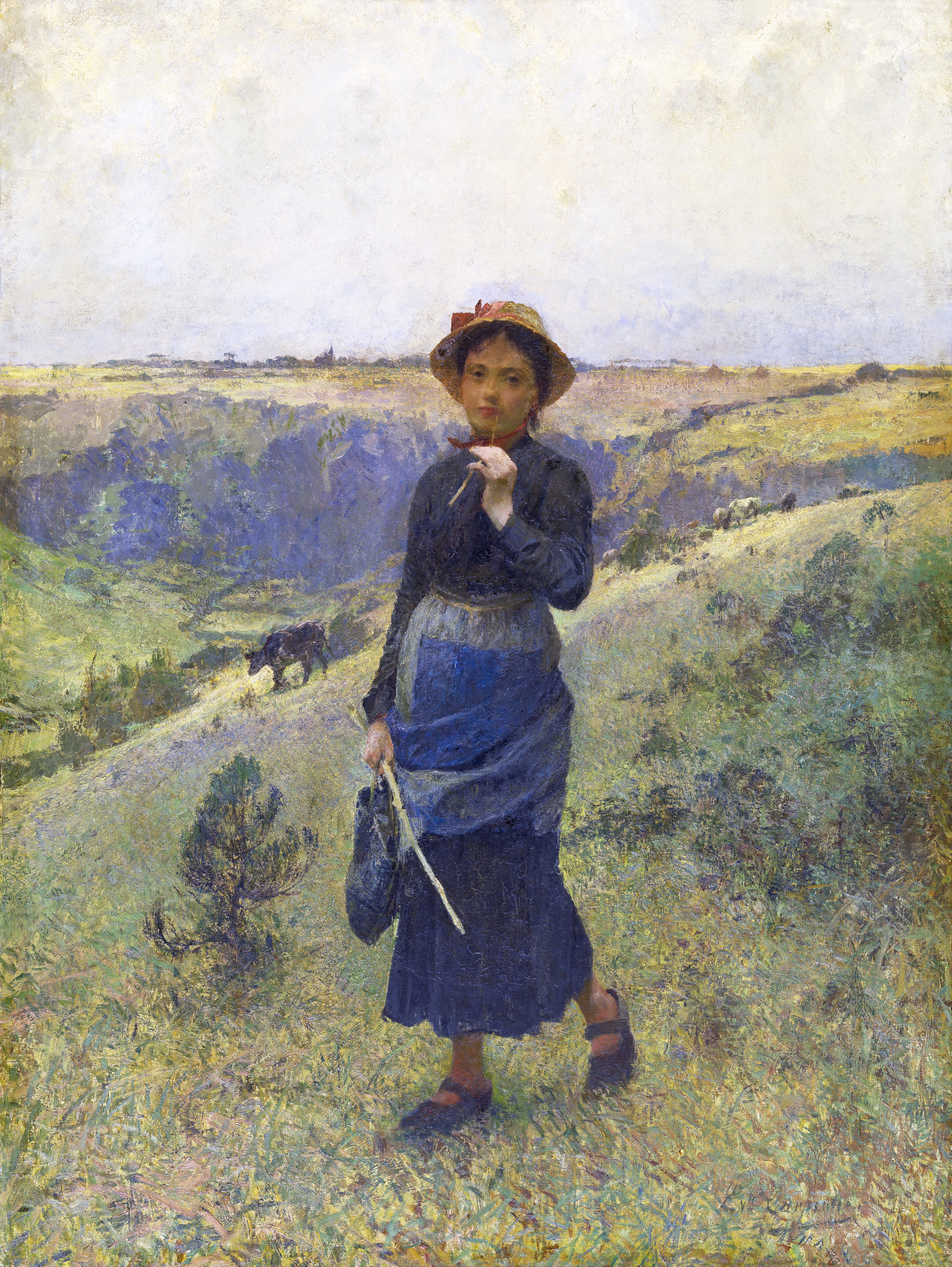
La jeune vachère en Ardenne
Musée royal des Beaux-Arts, Anvers

- Musée royal des Beaux-Arts, Anvers :
  - Épisode sous l'insurrection vendéenne en 1795
  - La jeune vachère en Ardenne

- Alte Nationalgalerie, Berlin :
  - Soleil d'été (1896)

- Collections de l'Administration communale de Blégny :
  - Exécution des notables de Blégny, août 1914 (c. 1918)

- Musées royaux des beaux-arts de Belgique, Bruxelles :
  - Les étrangères (1887) - Dépôt à la Maison communale de Kuurne

- Collections de la Communauté flamande de Belgique :
  - Goûter dans la cour de ferme - Dépôt au château de Gaasbeek
  - La visite

- Collections de la Fédération Wallonie-Bruxelles :
  - La sortie de l'école - Dépôt au château de La Hulpe

- Historial de la Vendée, Les Lucs-sur-Boulogne
  - L'Embuscade (c. 1883)
  - Après le combat (1883)

- Broelmuseum, Courtrai :
  - L'alerte (1884)
  - Mare en Campine
  - La réprimande
  - Jeune pêcheur
  - Conversation intime (c. 1893)

- Musée communal de Huy :
  - La sieste (c. 1897) - Dépôt à l'Hôtel de ville de Huy

- Maison communale de Kuurne :
  - 1793 en Bretagne (1880)
  - Visite à la convalescente (c. 1887)
  - L'avare

- Musée des beaux-arts de Liège :
  - La baignade interdite (1877)
  - La Laveuse de navets (1890)
  - La gardeuse de chèvres
  - Mer du Nord (1897)
  - Les canards

- Palais des Princes-Évêques de Liège :
  - La deuxième cour du Palais des Princes-Évêques de Liège (c. 1900)
  - L'Hôtel Curtius, quai de Maestricht (c. 1900)
  - L'église Saint-Jacques (c. 1900)
  - L'église Saint-Barthélemy (c. 1900)
  - L'ancien Pont des Arches et l'ancienne église Saint-Pholien (c. 1900)
  - Le passage d'eau, en face de la Basse Sauvenière (c. 1900)

- Musée M, Louvain :
  - Première tentative de navigation

- Musée Fabre, Montpellier :
  - En villégiature

- International Art Museum of America, San Francisco :
  - Les ramasseurs de navets

- Museo Revoltella, Trieste :
  - Madame Roland à la prison Sainte-Pélagie (1886)

- Musées communaux de Verviers :
  - Le petit étang (vers 1894)

- Collection privée :
  - Premiers beaux jours (Salon triennal de Bruxelles en 1903)

### Galerie

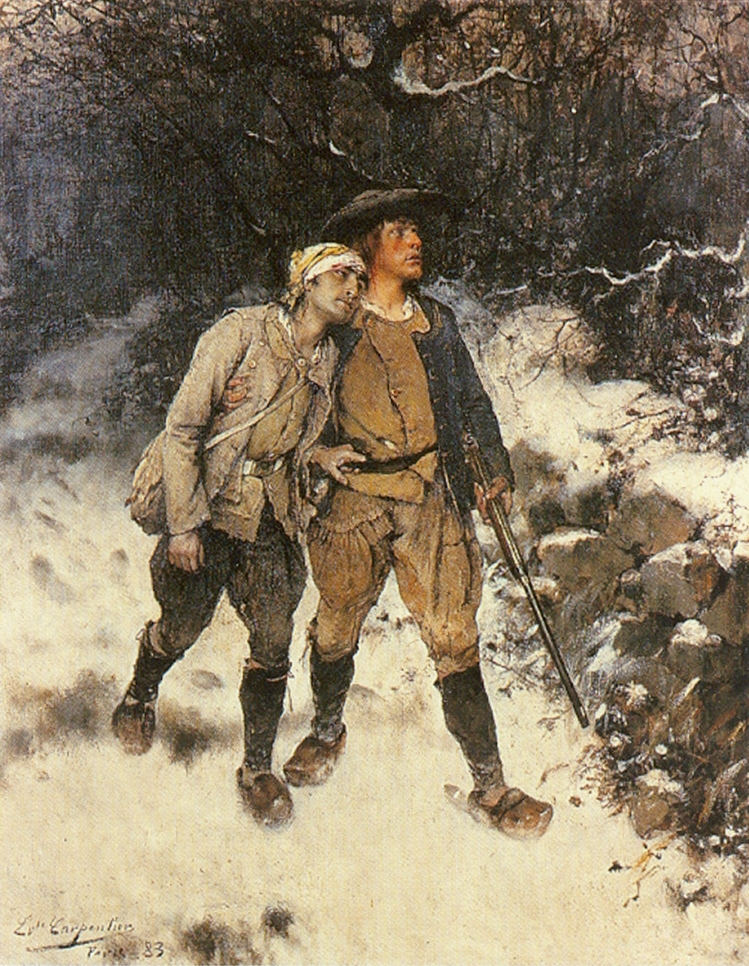
Après le combat
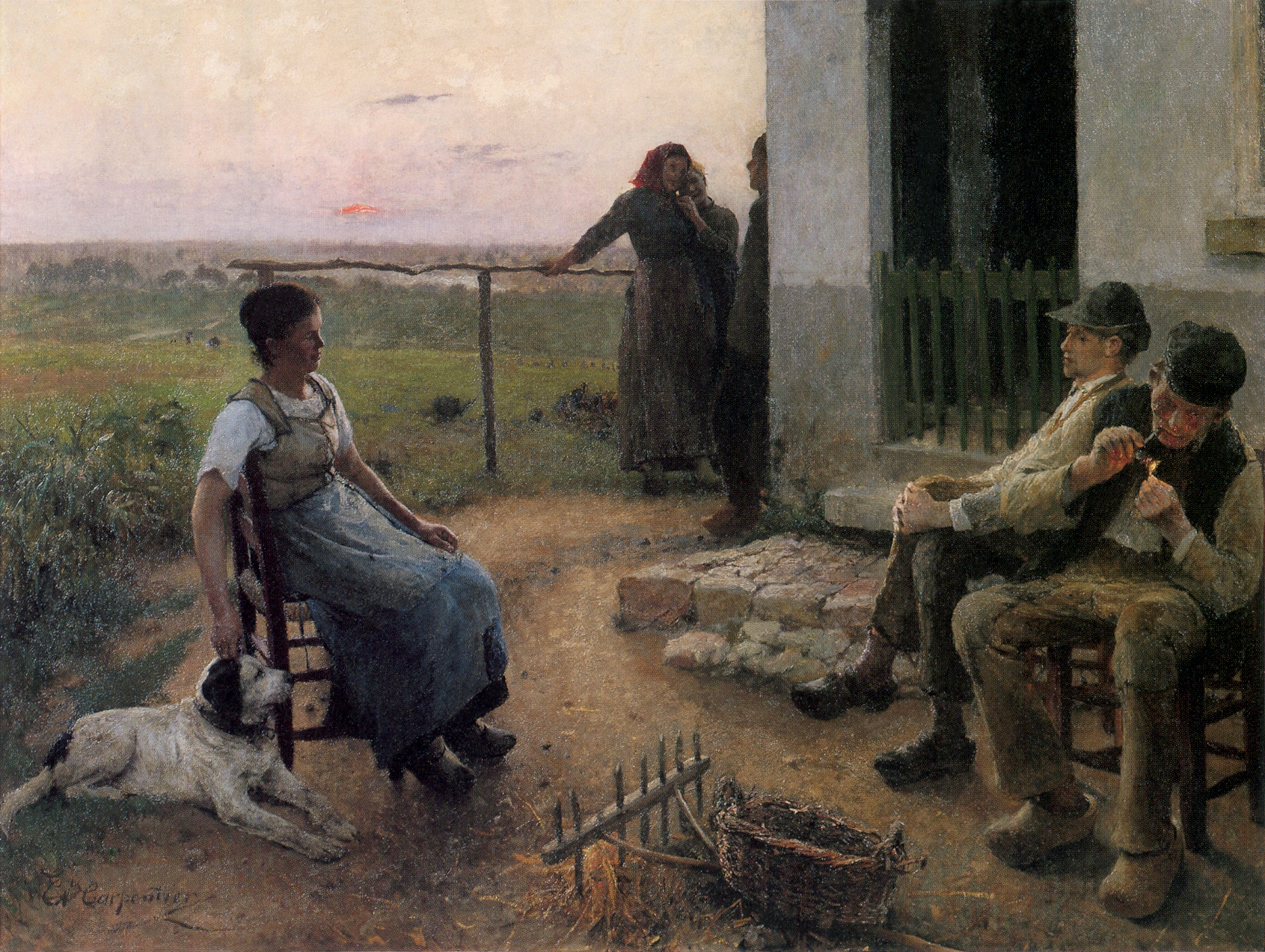
Après le travail
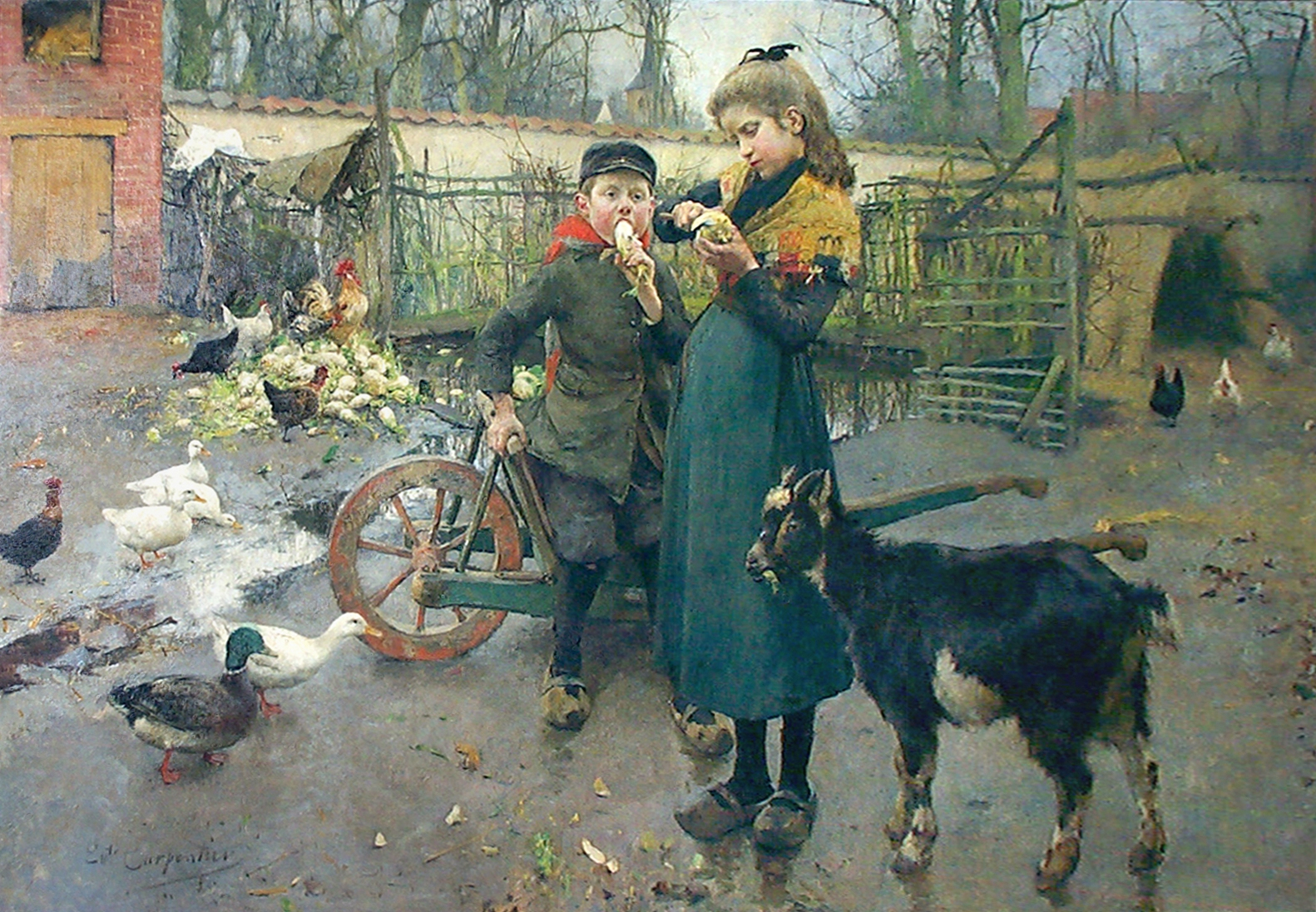
Goûter dans la cour de ferme
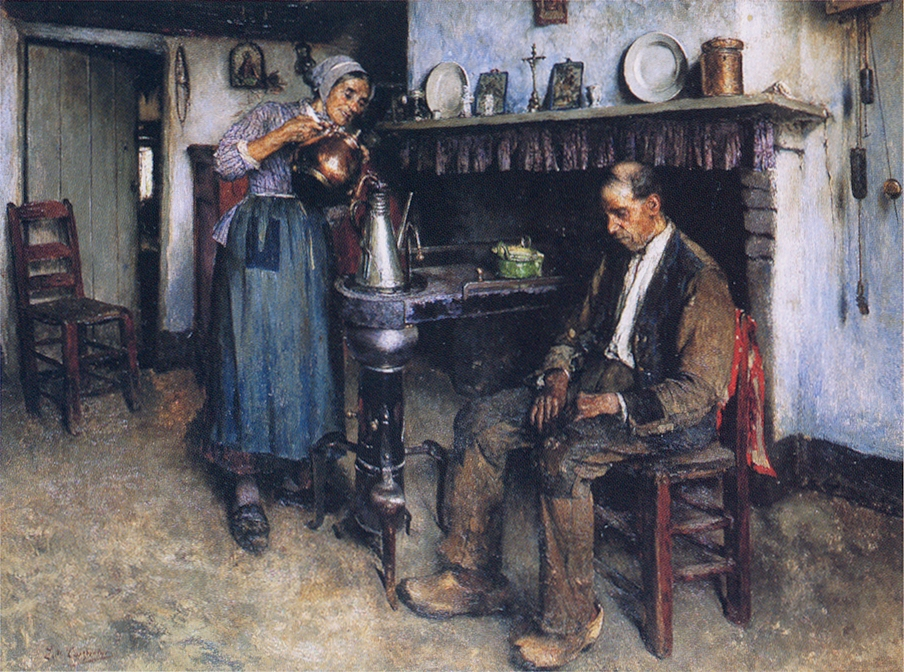
Après le labeur
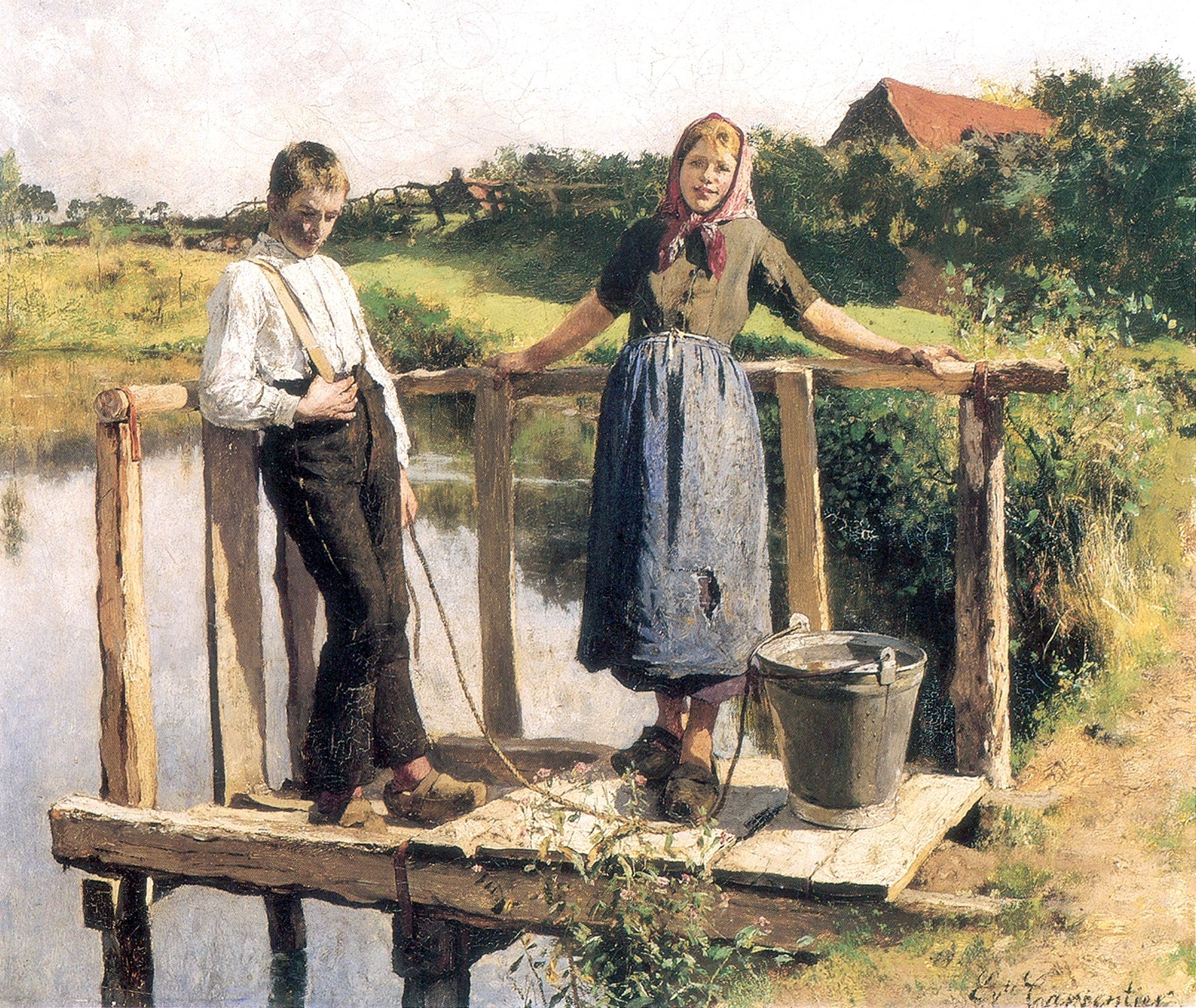
Conversation intime
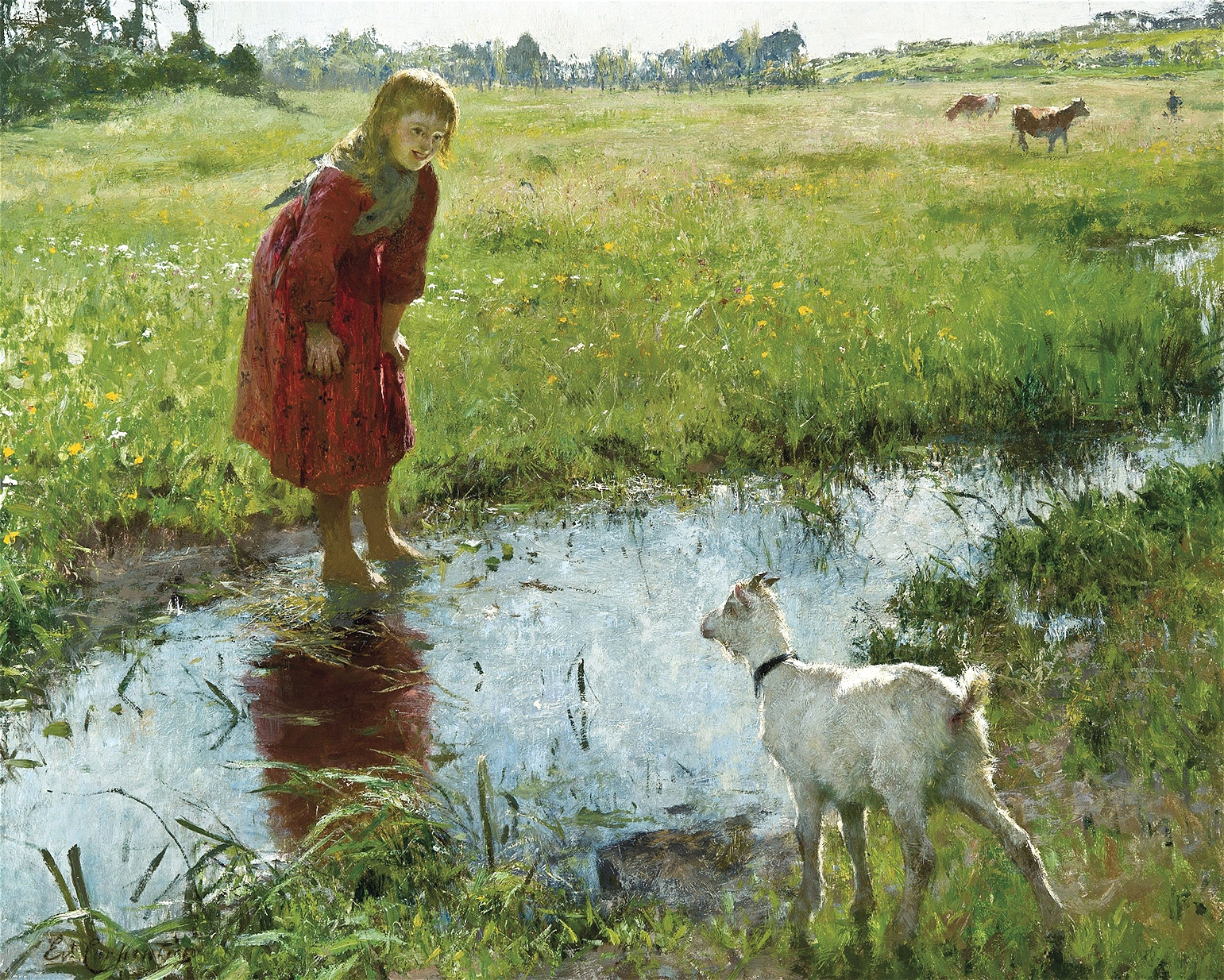
L'ami farouche
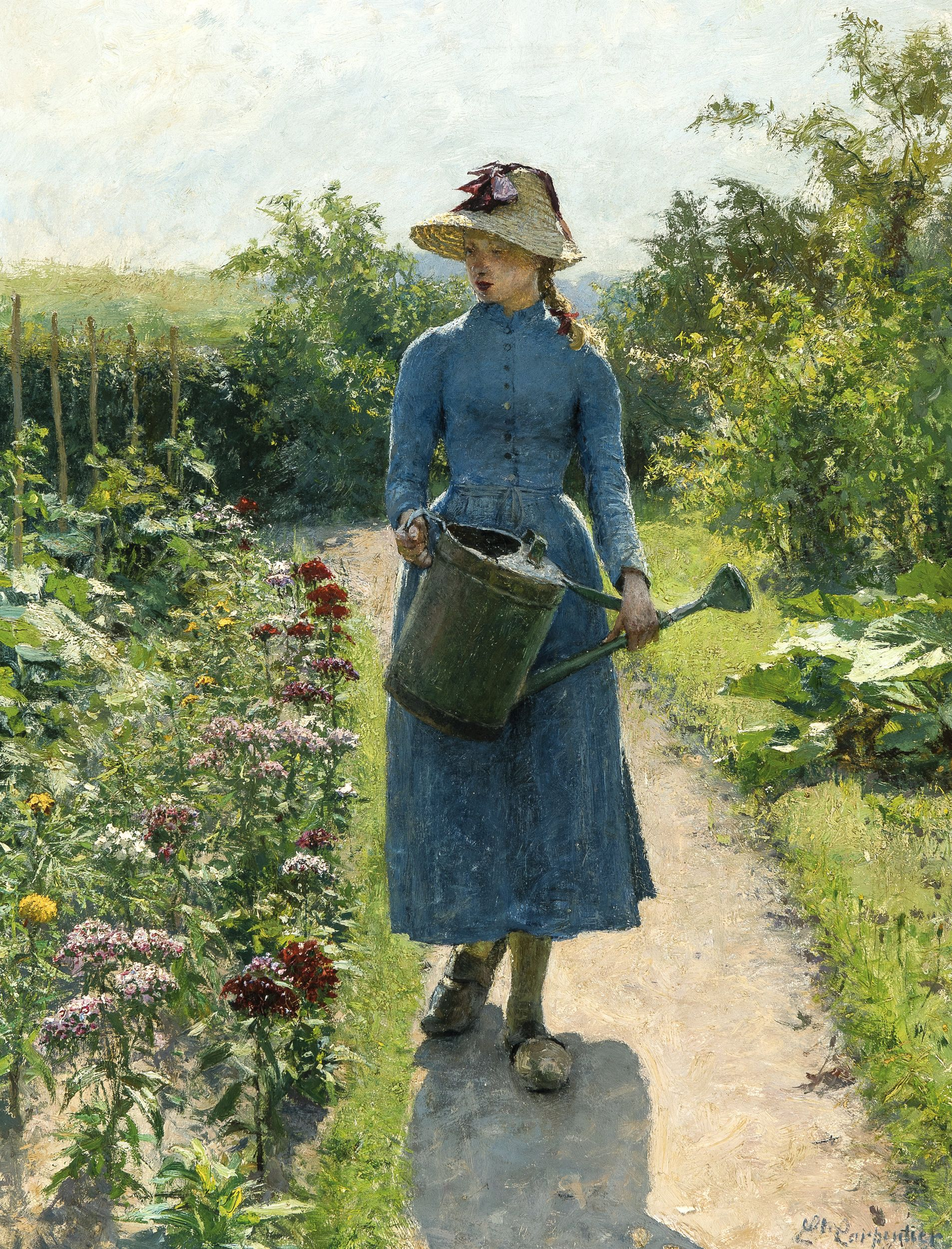
Jeune fille à l'arrosoir
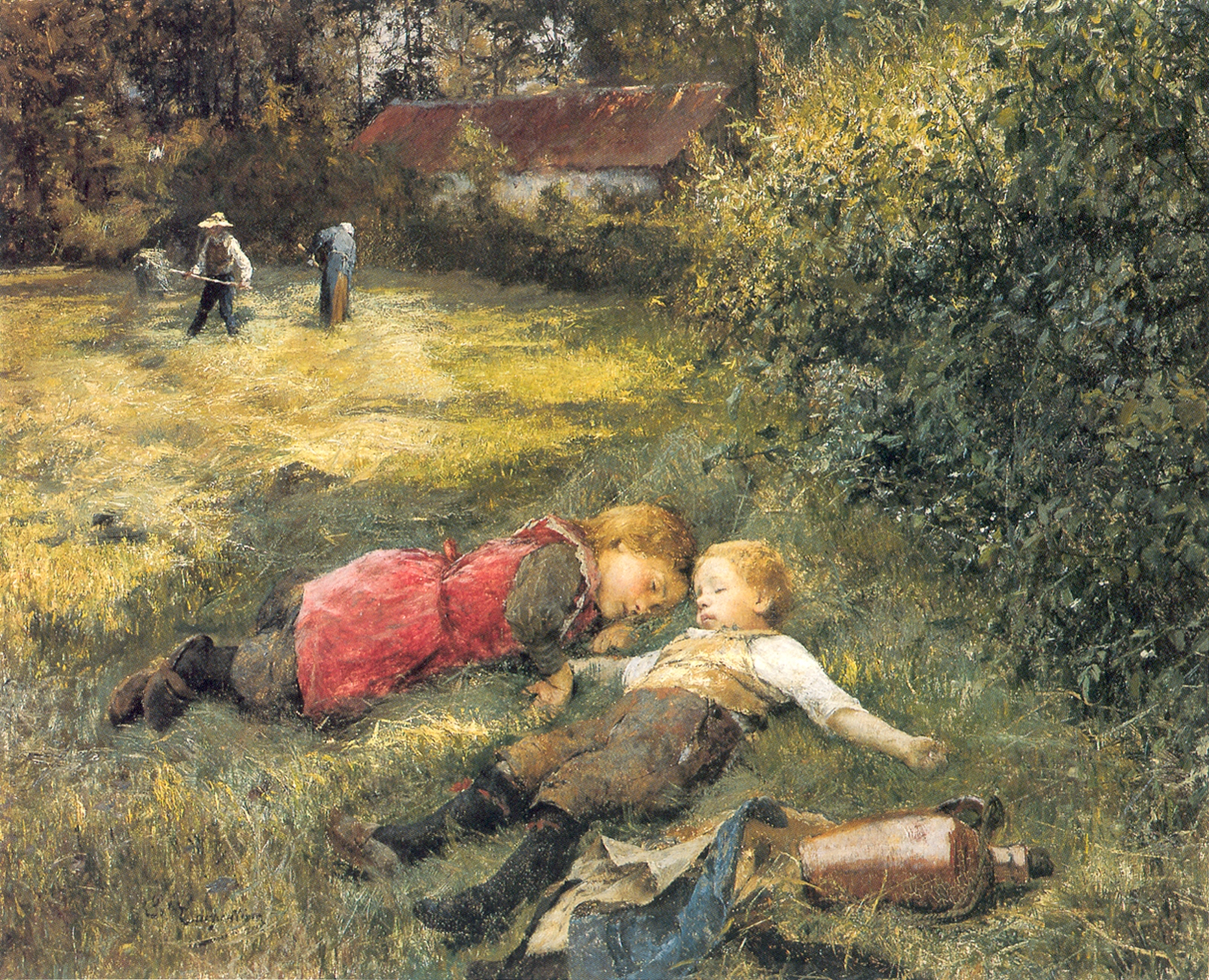
Les enfants endormis
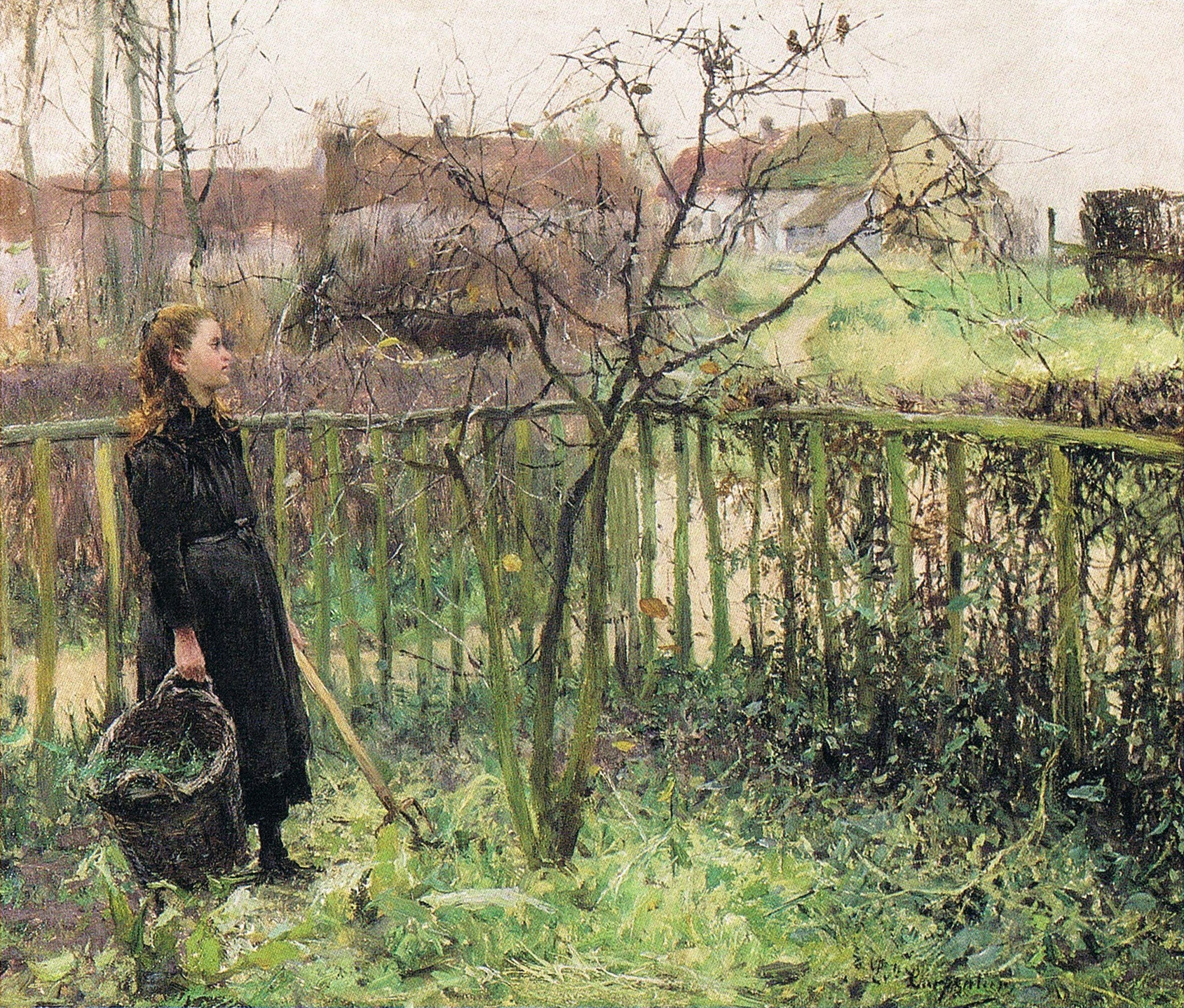
Jeune fille au jardin
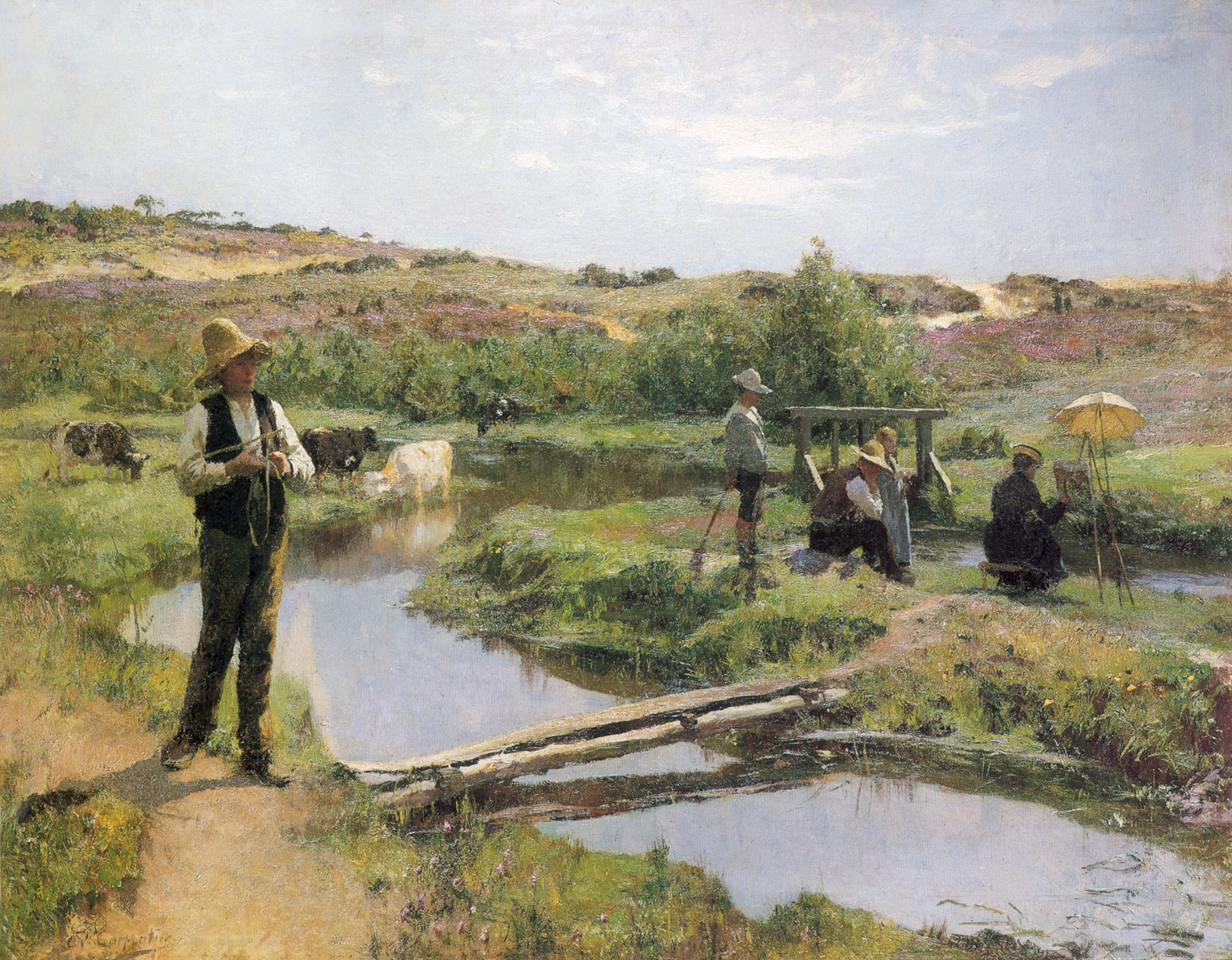
La Campine au mois d'août
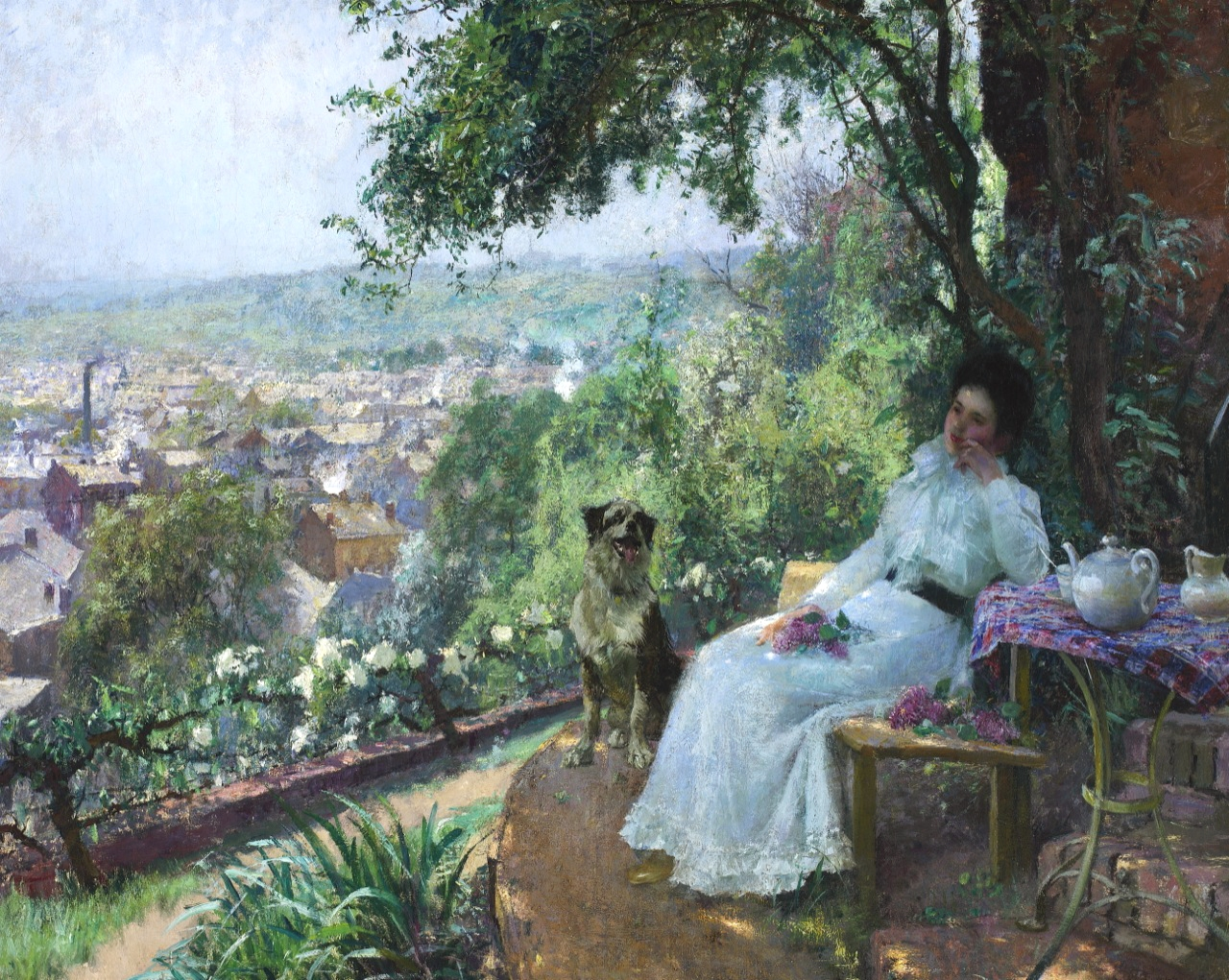
Premiers beaux jours
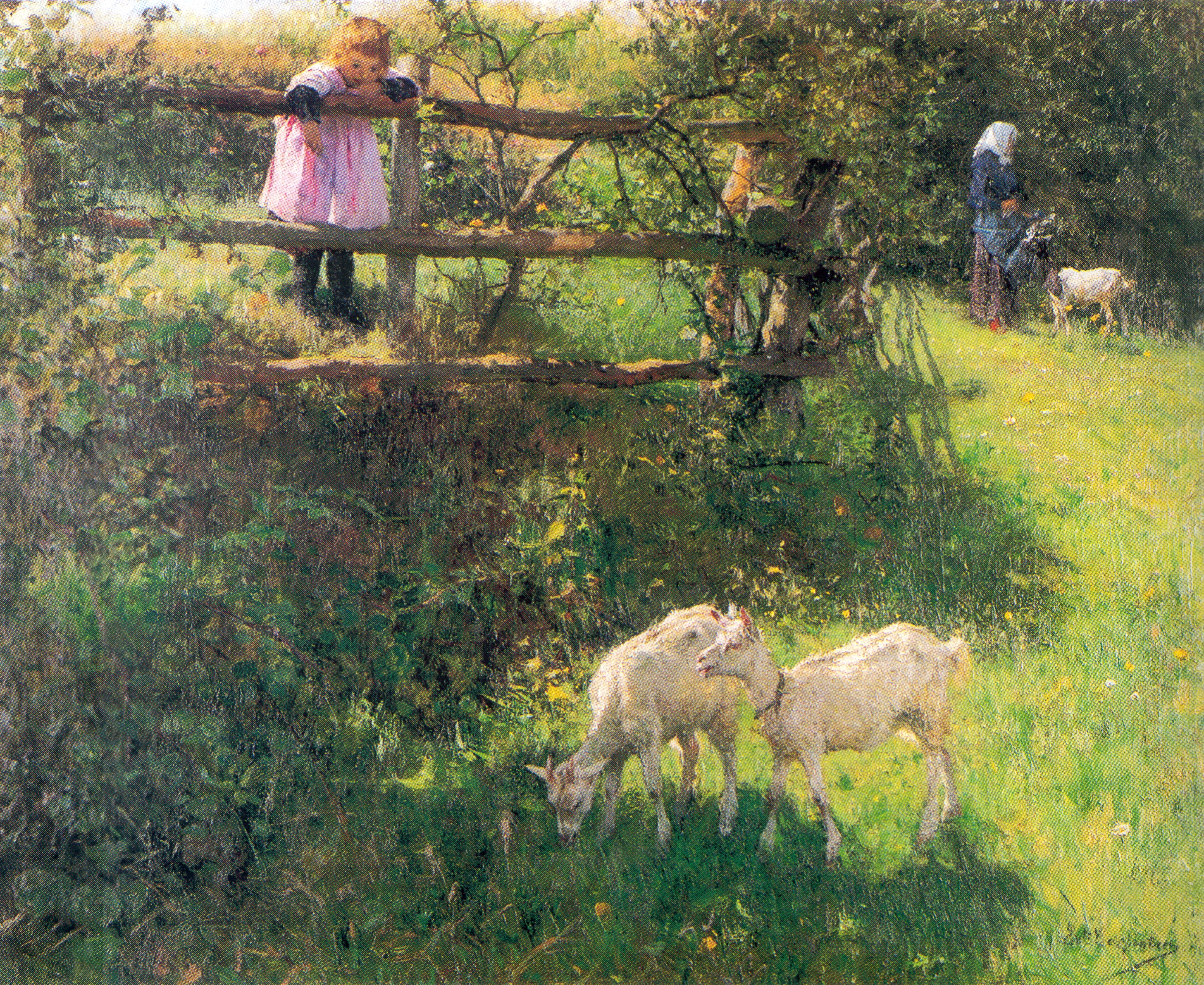
Les petites chèvres
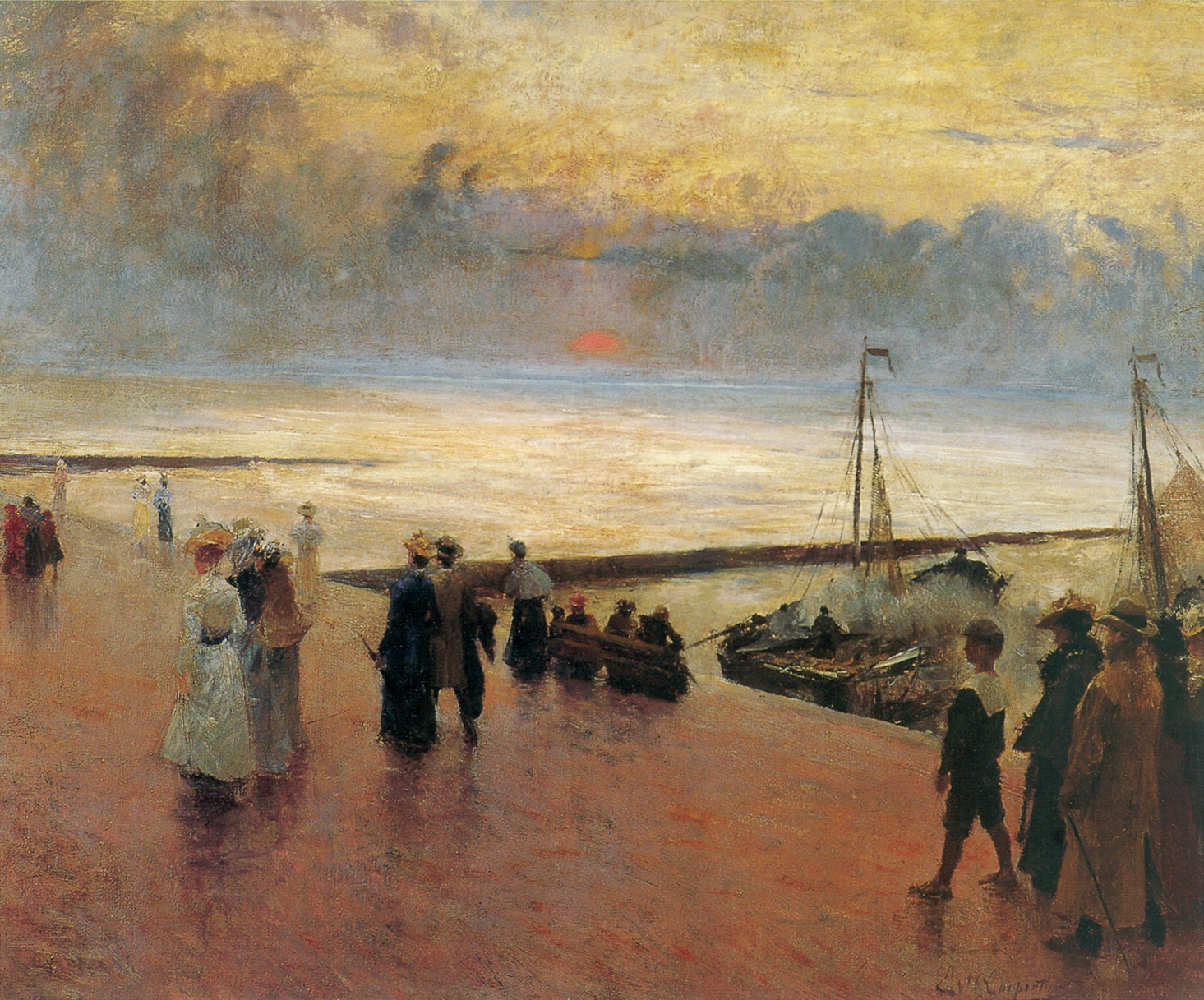
Coucher de soleil à Ostende
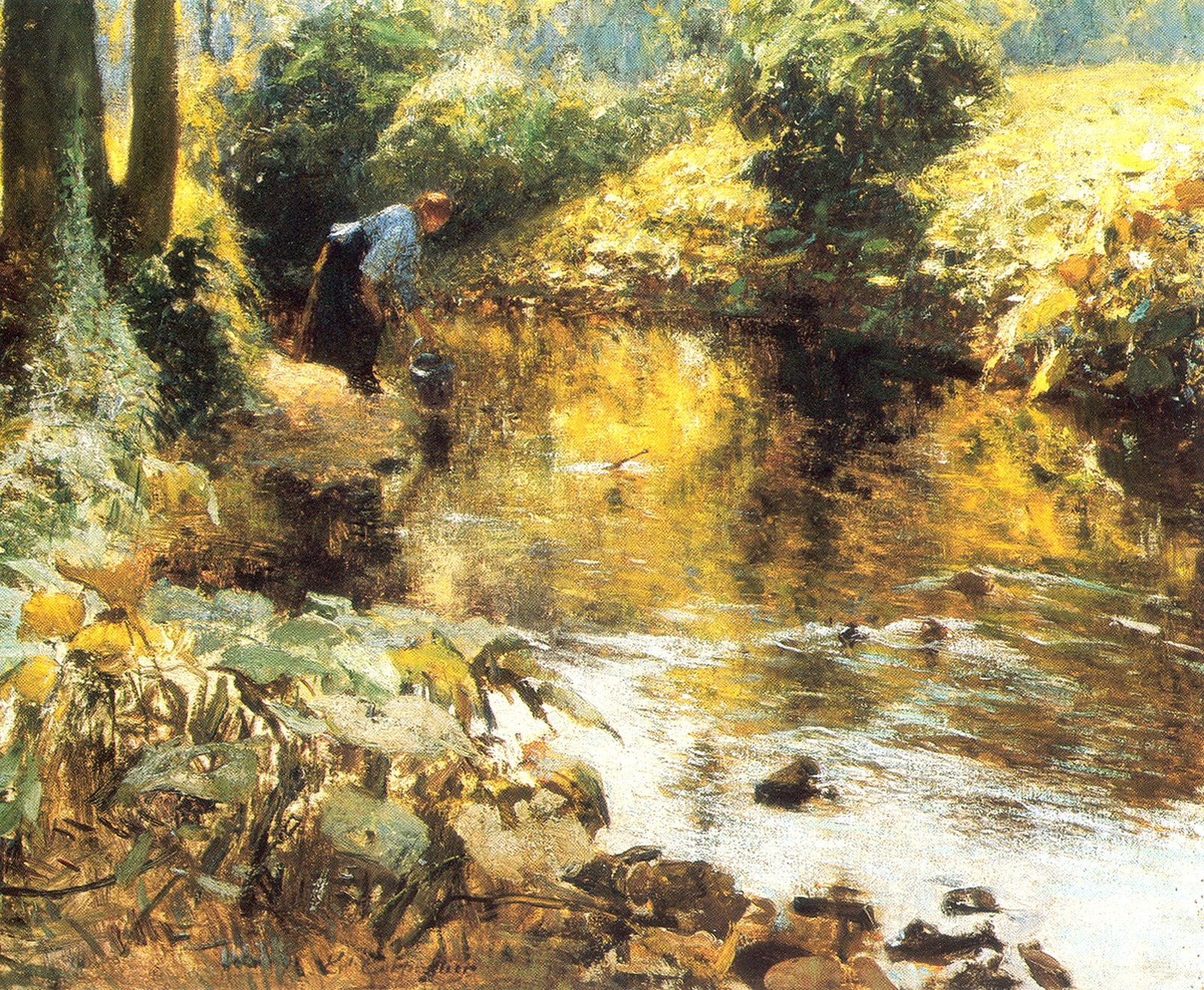
Près de la rivière
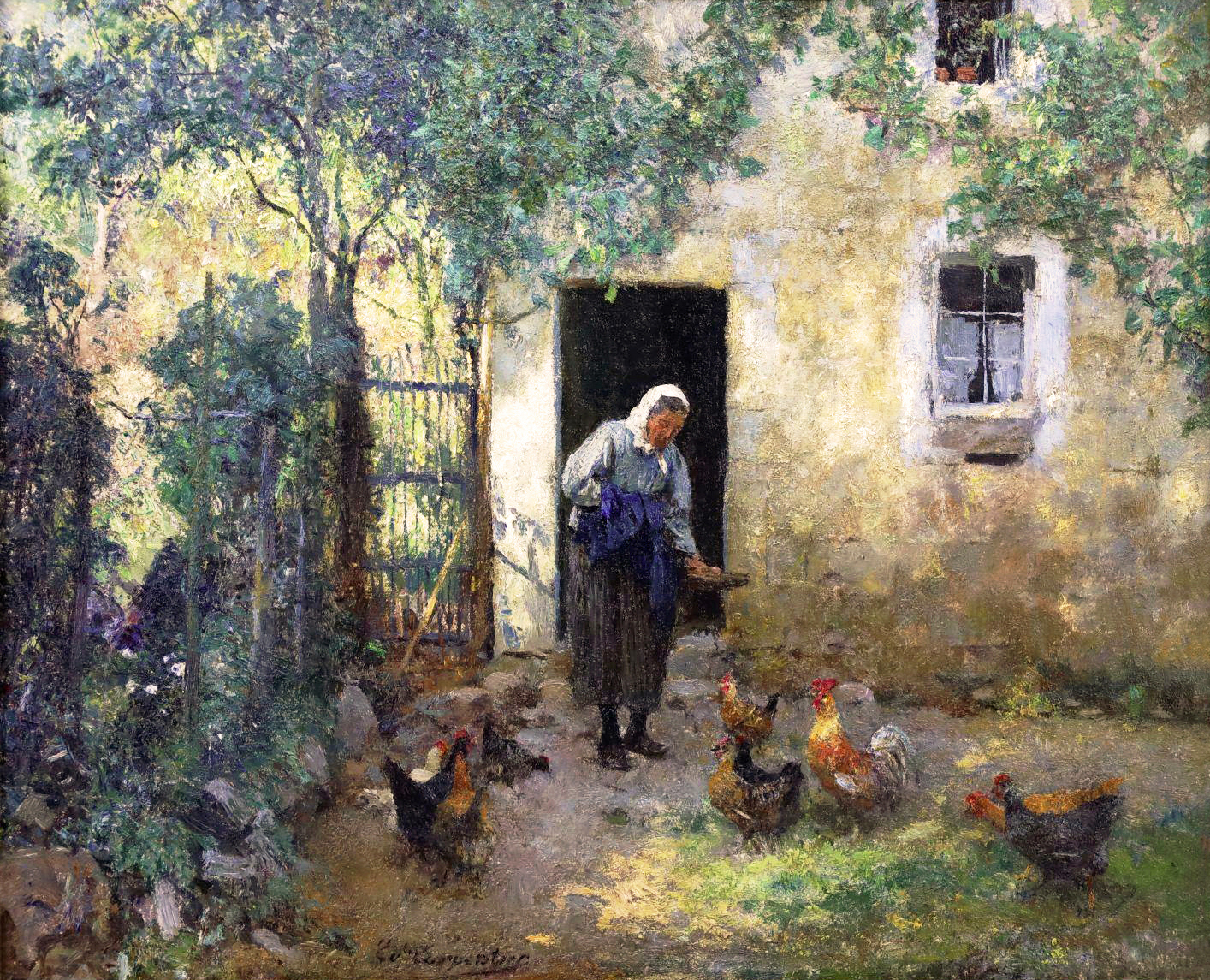
Le nourrissage des poules
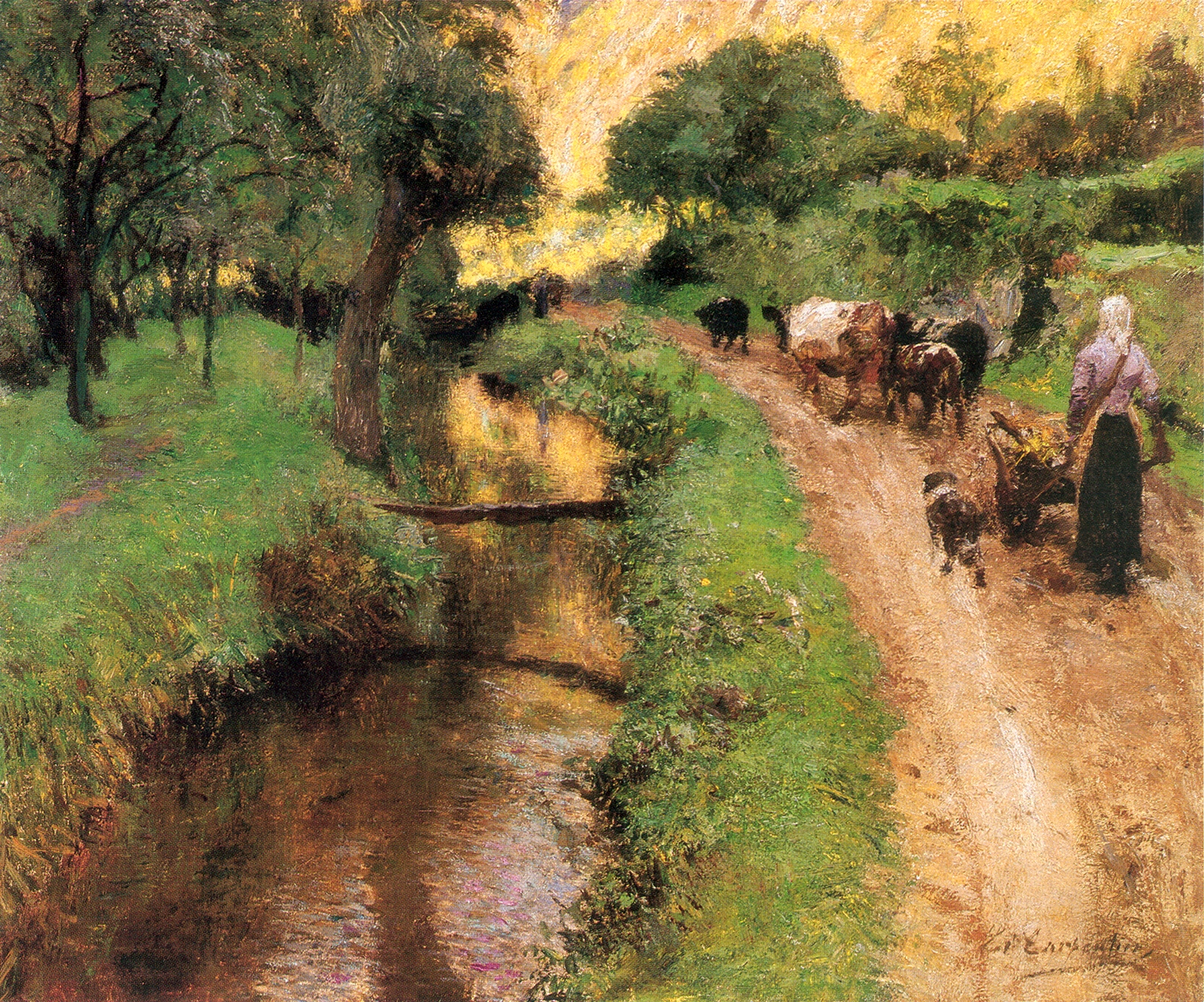
Retour à la ferme
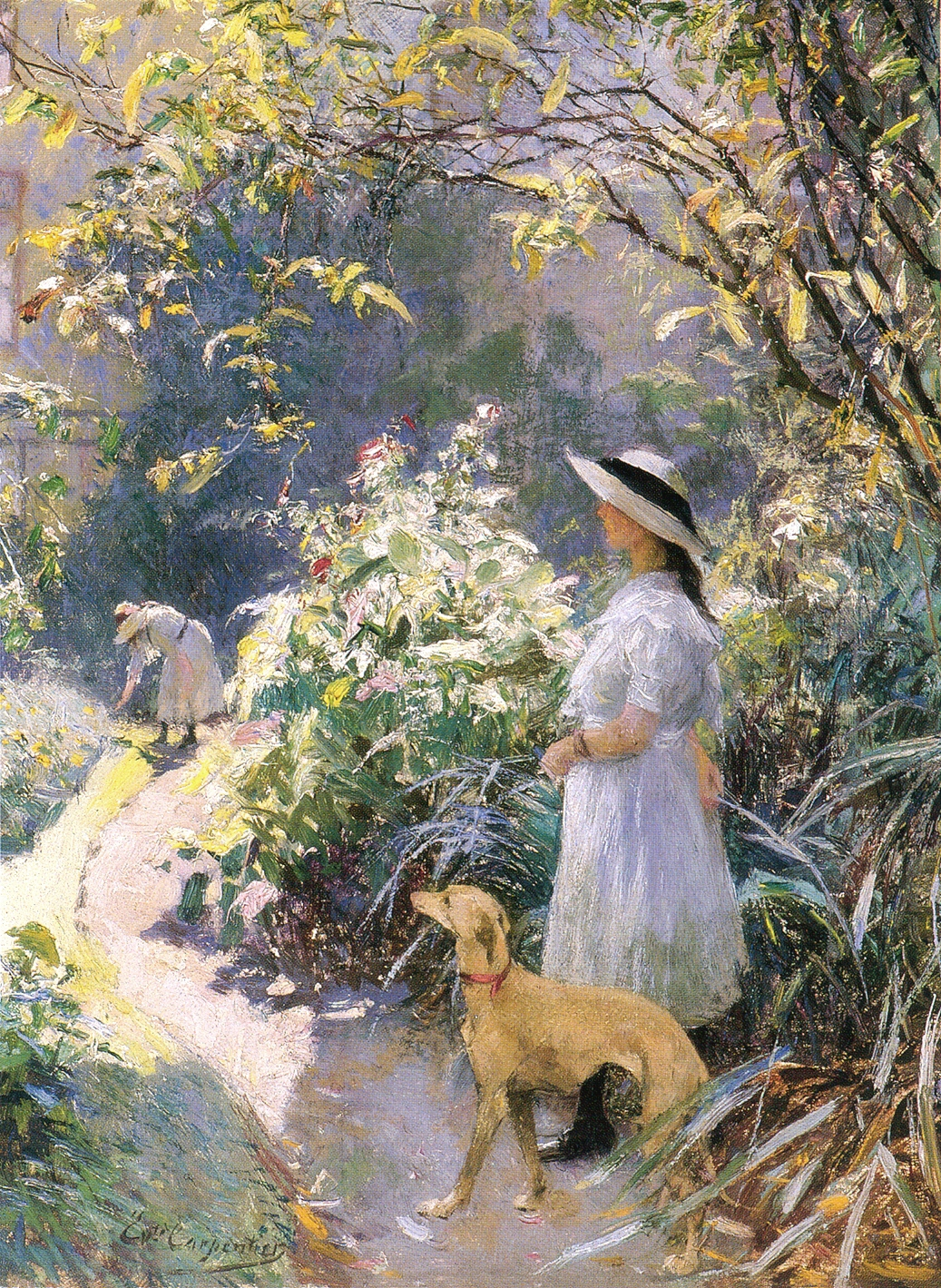
Jeune fille et son lévrier

## Élèves
Quelques artistes connus furent les élèves d'Évariste Carpentier :
- Marcel Caron (1890-1961)
- Robert Crommelynck (1895-1968)
- Émile Deckers (1885-1968)
- Jean Donnay (1897-1992)
- Raphaël Dubois (nl) (1888-1960)
- Adrien Dupagne (1889-1980)
- Ernest Forgeur (1897-1961)
- Marie-Madeleine Gérard (1901-1983)
- Charles Houssard (1884-1958)
- Dieudonné Jacobs (1887-1967)
- Armand Jamar (1870-1946)
- Léon Jamin (1872-1944)
- Ludovic Janssen (1888-1954)
- Luc Lafnet (1899-1939)
- Albert Lemaître (1886-1975)
- Auguste Mambour (1896-1968)
- Jacques Ochs (1883-1971)
- Fernand Steven (1895-1955)
- José Wolff (1885-1964)

## Hommages et distinctions
- Un buste en bronze réalisé par Rik Vermeersch est érigé et inauguré le 19 décembre 1998 sur l’esplanade de la Maison communale de Kuurne.

- Une avenue à Courtrai et une rue à Kuurne portent son nom.
- Chevalier de l'ordre de Léopold (22 novembre 1884)[10].
- Officier de l'ordre de Léopold (8 mai 1896)[11].